# 어니스트 헤밍웨이
어니스트 밀러 헤밍웨이(영어: Ernest Miller Hemingway, 1899년 7월 21일~1961년 7월 2일)는 미국의 소설가이자 언론인이다.
빙산 이론이라 이름 붙인 헤밍웨이의 간결하고 절제된 표현 방식은 20세기 소설에 강한 영향을 미쳤으며, 그의 모험적인 삶과 대중적인 이미지 역시 후대에 영향을 크게 끼쳤다. 헤밍웨이는 대다수 작품을 1920년대 중반부터 1950년대 중반 사이 발표하였고, 1954년에는 노벨 문학상을 수상하였다. 헤밍웨이는 소설 7편, 단편집 6편, 논픽션 작품 2편을 출판하였다. 소설 3편, 단편집 4편, 논픽션 작품 3편은 사후에 출판되었다. 헤밍웨이의 작품 대다수는 미국 문학의 고전으로 여겨진다.
헤밍웨이는 일리노이주 오크 파크에서 유년기를 보냈다. 고등학교를 졸업한 뒤 《캔자스 시티 스타》에서 몇 달 동안 기자로 활동했으며, 이후 이탈리아 군대에 입대하여 전방 구급차 운전병으로 활약하였다. 1918년에는 심하게 부상을 입어 집으로 돌아왔으며, 이때 그가 겪은 전쟁 경험은 소설 《무기여 잘 있거라》의 기초를 형성하였다.
1921년 헤밍웨이는 4명의 아내 중 첫 번째 아내인 해들리 리처드슨과 결혼하였다. 부부는 헤밍웨이가 해외 특파원으로 근무한 곳인 파리로 이사를 갔다. 헤밍웨이는 파리에서 소위 ‘잃어버린 세대’라고 불리는 1920년대 근대주의적 작가들과 미술가들에게서 영향을 받는다. 1926년에는 첫 소설인 《태양은 다시 떠오른다》를 출판하였다. 1927년에는 해들리 리처드슨과 이혼한 뒤 폴린 파이퍼와 재혼하였다. 둘은 헤밍웨이가 스페인 내전(1936~1939)에서의 해외 특파원 생활을 끝내고 돌아온 후 이혼하였고, 헤밍웨이는 내전을 바탕으로 1940년 《누구를 위하여 종은 울리나》(1940)를 썼다. 그해 헤밍웨이는 세 번째 아내인 마사 겔혼와 재혼하였지만, 제2차 세계 대전 도중 런던에서 메리 웰시를 만난 후에 이혼하였다. 후에 헤밍웨이는 노르망디 상륙 작전과 파리 해방 전투에 기자로 참여하였다.
1952년에 《노인과 바다》를 출판하고 난 이후 헤밍웨이는 아프리카의 사파리로 떠났다. 여행 중 두 차례의 비행기 사고를 당한 헤밍웨이는 남은 생 대부분을 병과 함께 지냈다. 헤밍웨이는 1930년도에는 플로리다주 키웨스트에 거주했고, 1940년대부터 1950년대까지는 쿠바에서 거주하였다. 1959년에는 아이다호주 케첨에 있는 집을 구입하였으며, 1961년 여름 헤밍웨이는 그곳에서 자살로 삶을 마감한다.

## 생애

### 어린 시절

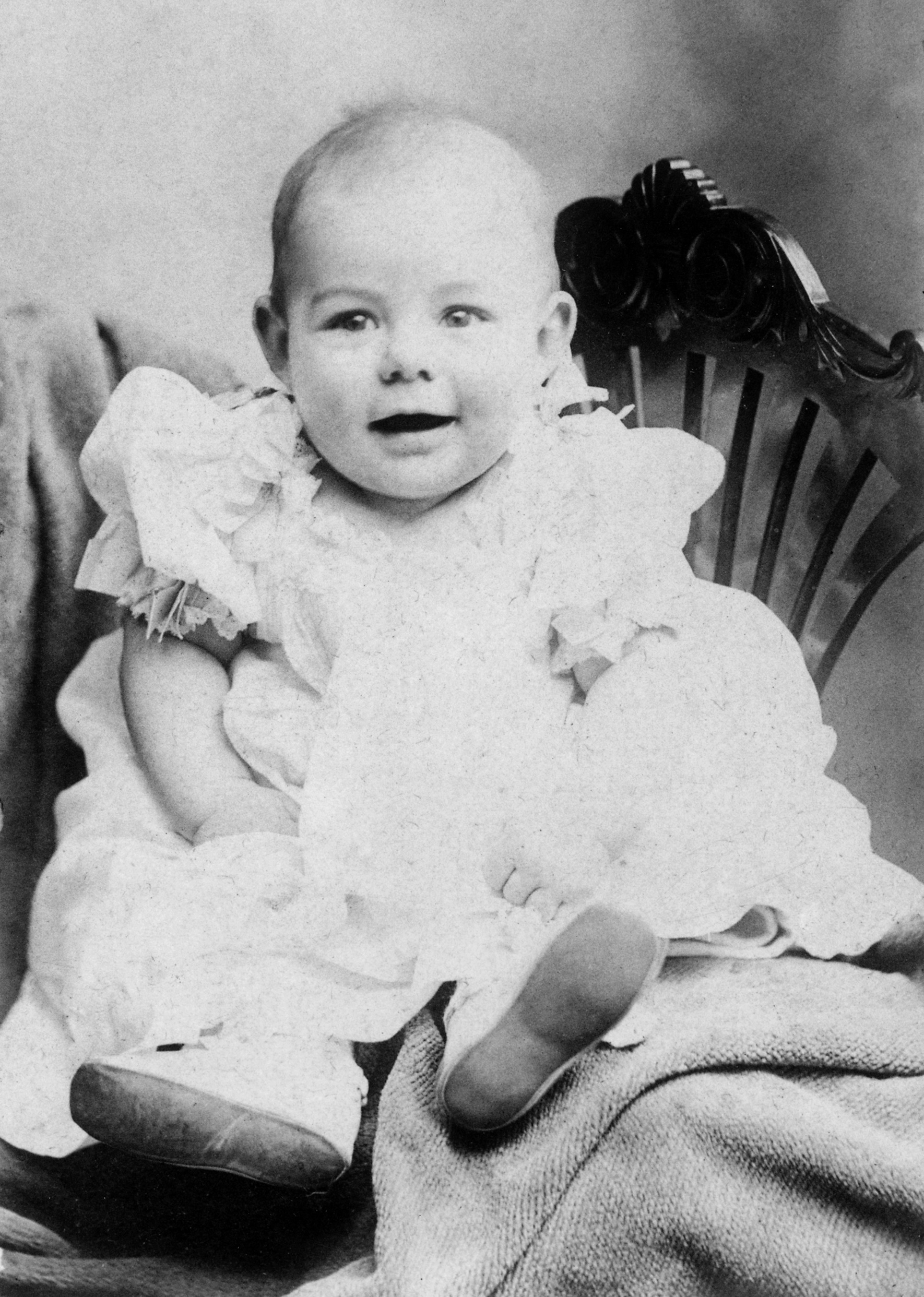
헤밍웨이는 둘째이자 장남으로 태어났다.

헤밍웨이는 1899년 7월 21일 시카고 근교의 일리노이주 오크파크에서 태어났다. 그의 아버지인 클래런스 에드먼즈 헤밍웨이(Clarence Edmonds Hemingway)는 의사였으며, 어머니 그레이스 홀 헤밍웨이(Grace Hall Hemingway)는 성악가였다. 부모님 모두 교양있고 부유한 오크파크의 보수적인 집안 출신이었다. 1896년 결혼 직후 잠시 동안 둘은 그레이스의 아버지인 어니스트 밀러 홀(Ernest Miller Hall)과 함께 거주하였다. 부부는 외할아버지에서 헤밍웨이의 이름을 따오게 된다. 헤밍웨이는 자신의 이름이 마음에 들지 않는다고 말한 적이 있었는데, 그 이유로는 ‘오스카 와일드의 희극 《진지함의 중요성》에 등장하는 단순하면서 멍청하기까지 한 영웅이 떠오르기 때문’이라고 밝혔다. 헤밍웨이는 둘째이자 장남으로, 모두 다섯 명의 형제자매가 있었다(마르셀린(Marcelline, 1898년 출생), 어설라(Ursula, 1902), 매들린(Madelaine, 1904), 캐롤(Carol, 1911), 레스터(Leicester, 1915)) 어머니 그레이스는 아이들의 옷을 성별에 따라 차별을 두지 않는 빅토리아 풍을 따랐다. 헤밍웨이와 첫째 마르셀린은 연년생으로 태어나서인지 서로를 닮고자 하였고, 그레이스 역시 둘이 쌍둥이처럼 보이기를 원했다. 이 때문에 헤밍웨이는 세 살때까지 머리를 길게 기르며 옷 역시 주름이 많은 여성적인 옷을 자주 입고 다녔다.
마을에서 유명한 음악가였던 그레이스는 헤밍웨이에게 첼로를 배우도록 강요하였고 이는 곧 갈등의 원인이 된다. 하지만 헤밍웨이는 후에 어릴적 받은 음악 레슨이 《누구를 위하여 종은 울리나》에서 쓰인 ‘대위법적인 구조’에서와 같이 글을 쓰는데 있어서 유용했다고 언급한다. 헤밍웨이는 자신이 어머니를 싫어했다고 공언했지만, 전기 작가인 마이클 S. 레이놀즈(Michael S. Reynolds)는 헤밍웨이가 어머니가 가진 힘과 열정을 그대로 보여준다고 말하였다. 헤밍웨이 일가는 미시간주 피토스키 인근에 위치한 왈론 호에 윈드미어라고 불리는 여름 별장을 갖고 있었다. 당시 4살이었던 헤밍웨이는 그곳에서 아버지로부터 사냥과 낚시, 캠핑 등을 하는 법을 배웠다. 유년기 이러한 경험은 헤밍웨이에게 바깥에서의 모험과 오지에서의 사는 것에 대한 매력을 깨닫게 해준다.

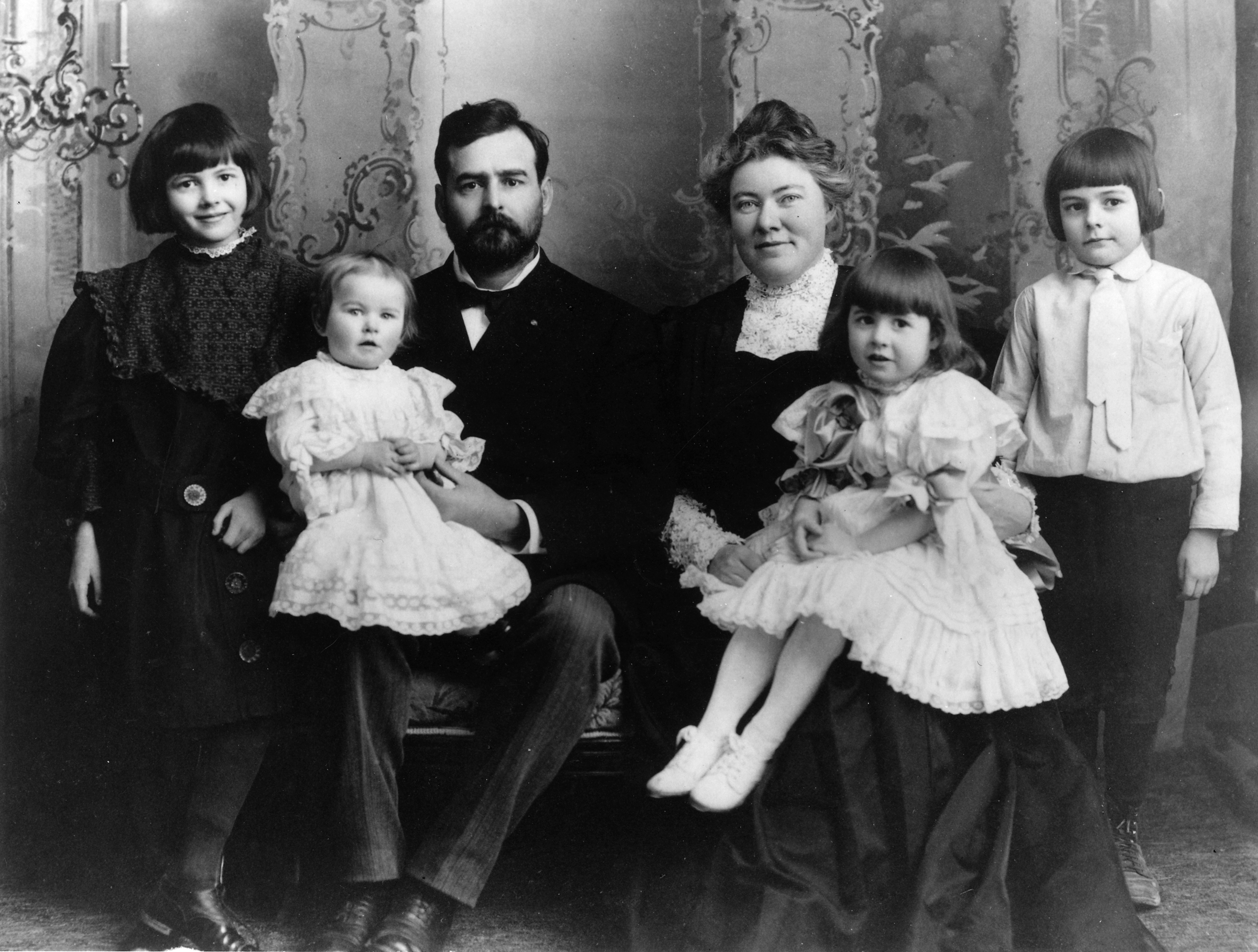
1905년 헤밍웨이 일가의 사진. 왼쪽부터 마르셀린, 매들린, 클래런스, 그레이스, 어설라, 어니스트.

헤밍웨이는 1913년부터 1917년까지 오크파크 앤드 리버포레스트 고등학교에 다니며 복싱, 육상, 수구, 축구 등의 여러 스포츠를 배운다. 헤밍웨이는 영어 과목에 뛰어났으며, 마르셀린과 함께 2년간 학교 오케스트라 단원으로 활동하였다. 2학년 때는 패니 빅스(Fannie Biggs)가 가르친 저널리즘 수업을 들었다. 수업은 ‘교실이 마치 신문사 사무실인 것처럼’ 이루어졌는데, 우수 학생은 교내 신문인 《더 트래피즈》(The Trapeze)에 실리는 기사를 쓸 수 있었다. 헤밍웨이와 마르셀린은 모두 교내 신문에 기사를 실을 수 있었는데, 1916년 1월 호에 실린 헤밍웨이의 첫 기사는 시카고 교향악단의 지역 공연에 관한 소식을 다루었다. 헤밍웨이는 《더 트래피즈》와 교내 연감인 《더 태뷸러》(The Tabula)에 투고와 편집을 계속하면서 스포츠 기자들의 문체를 따라하고 익히게 된다. 당시 헤밍웨이는 《시카고 트리뷴》의 링 라드너의 이름에서 따와 ‘링 라드너 주니어’(Ring Lardner, Jr.)라는 필명을 사용하였다. 마크 트와인, 스티븐 크레인, 시어도어 드라이저, 싱클레어 루이스와 마찬가지로 헤밍웨이는 소설가가 되기 전 기자로 먼저 활동하였다. 고등학교에서 나온 뒤 헤밍웨이는 《캔자스 시티 스타》의 신참 기자로 일하기 시작했다. 6개월이라는 짧은 기간이었지만 《스타》 지의 스타일 가이드는 헤밍웨이의 문체의 기초가 된다. “짧은 문장을 써라. 첫 단락은 짧게 써라. 힘 있는 영어를 써라. 긍정적이되, 부정적이면 안 된다.”

### 제1차 세계 대전

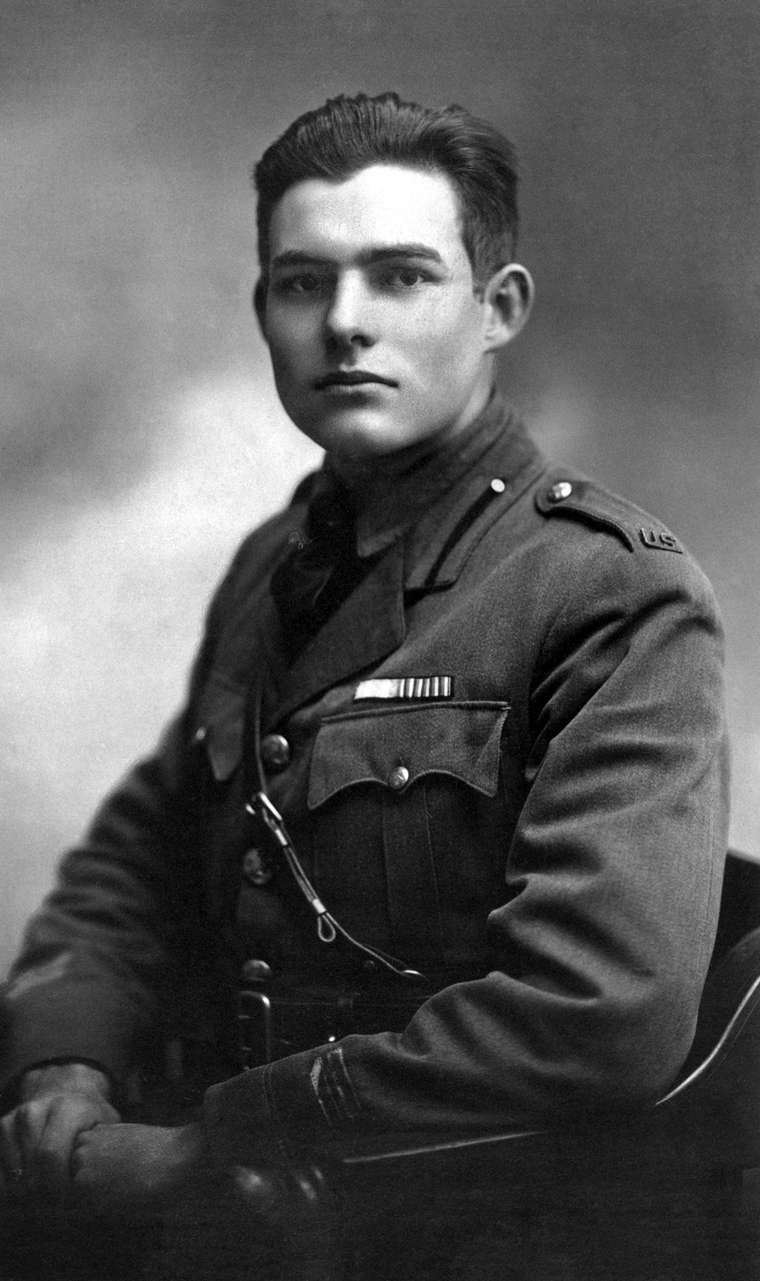
1918년 밀라노에서의 헤밍웨이. 헤밍웨이는 부상을 입기 전인 약 2달 간 수송차 운전병으로 활동한다.

1917년 12월 헤밍웨이는 미국 육군에 지원했지만 낮은 시력으로 탈락하였고, 1918년 초 적십자의 홍보를 보고는 이탈리아 야전병원의 수송차 운전병이 된다. 같은 해 5월에 뉴욕을 떠난 헤밍웨이는 당시 독일 포병대의 공격으로 폐허가 된 파리에 도착한다. 6월 경 헤밍웨이는 이탈리아 전선에 배치된다. 이때 헤밍웨이는 수십 년간 불편한 관계로 지내게 되는 존 더스 패서스를 처음 만난 것으로 추측된다. 밀라노에서의 첫날, 헤밍웨이는 군수품 공장 폭발 사고 현장에 가게 된다. 구조자들이 여성 노동자들의 훼손된 시신을 수습하는 모습을 본 헤밍웨이는 이를《오후의 죽음》(1932)에서 다음과 같이 묘사하였다. “나는 죽은 자가 남자가 아니라 여자라는 사실을 알고 큰 충격을 받았다. (중략) 사지가 완전히 갖추어진 시체를 샅샅이 찾아낸 뒤에 시체 조각을 주워 모으던 일이 생각난다.” 며칠 후, 헤밍웨이는 포살타 디 피아베로 배치된다.

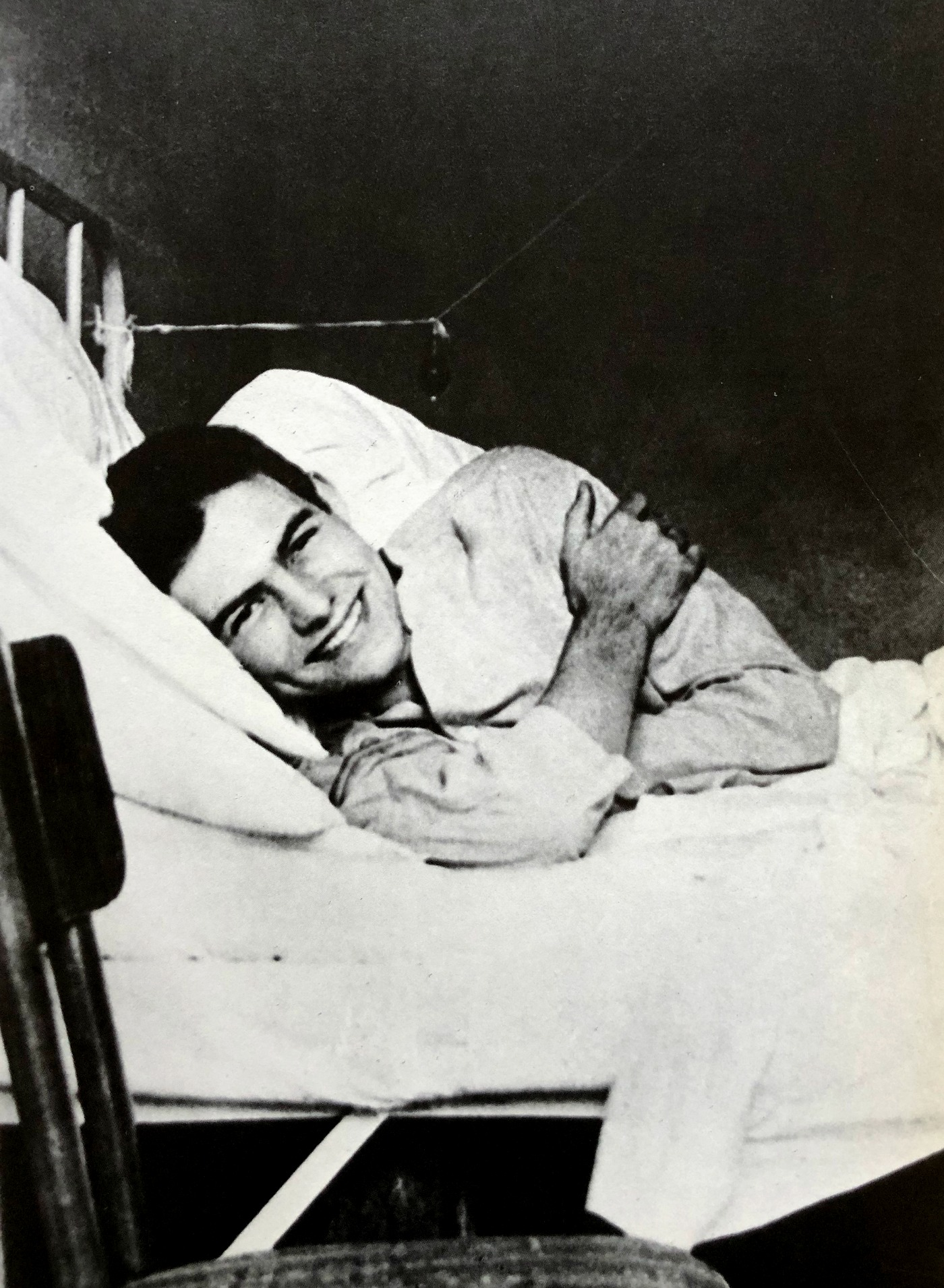
1918년 이탈리아 밀라노 미국 적십자 병원에서의 헤밍웨이.

7월 8일 헤밍웨이는 최전선에 있는 이들을 위해 초콜릿과 담배 등을 가져오는 도중 박격포 공격으로 인해 심한 부상을 입는다. 부상에도 불구하고 헤밍웨이는 이탈리아 병사들의 안전에 신경 썼고, 이 공로로 은성무공훈장(en, it)을 받았다. 당시 18살이었던 헤밍웨이는 당시 일을 다음과 같이 회고하였다. “소년으로서 전쟁에 뛰어들 때는 불멸이라는 커다란 환상을 갖고 있을 것이다. 당신은 아니지만 이내 다른 사람들이 죽어 나갈 것이다. 그리고 당신이 처음으로 크게 다칠 때 그 환상은 순식간에 사라지고, 나 자신 또한 그런 일을 겪을 수 있다는 사실을 깨달을 것이다.” 헤밍웨이는 두 다리에 심각한 부상을 입고 분배소에서 긴급 수술을 받는다. 그 후 밀라노에 위치한 적십자 병원으로 이송되기 전까지 5일 간을 야전 병원에서 보내게 된다. 헤밍웨이는 여섯 달간 병원에서 머무르는 동안 헨리 세라노 빌라드와 방을 함께 썼으며, 에릭 도먼스미스를 만나 친해진다.
병원에서 헤밍웨이는 첫사랑을 만난다. 그 상대는 7살 연상인 적십사 간호사 애그니스 폰 커로우스키였다. 건강을 되찾은 헤밍웨이는 1919년 1월 미국으로 돌아오게 되고, 헤밍웨이는 아그네스와 몇 달 내에 곧 결혼을 할 수 있을 것이라고 믿었다. 하지만 아그네스는 3월에 이탈리아 장교와 사귀게 되었다고 편지를 보낸다. 전기 작가 제프리 메이어스(Jeffrey Meyers)는 헤밍웨이가 애그니스의 거절로 큰 실연의 아픔을 맛보았으며, 이때의 경험 때문에 아내로부터 먼저 버림받기 전에 자신이 먼저 아내를 차버리는 패턴을 따르게 되었다고 설명하였다.

### 토론토와 시카고
헤밍웨이는 재충전의 시간을 갖기 위해 1919년 초 집으로 돌아온다. 열아홉이라는 나이에 전쟁을 통해 성년에 다가간 헤밍웨이였으나, 현실은 직업도 없는 상태로 회복을 위해 집에 머무르는 신세였다. 레이놀즈는 “헤밍웨이는 피투성이가 된 무릎을 보았을 때의 심정을 부모님에게 차마 말할 수가 없었다. 먼 타국에서 자신의 다리가 잘릴지 아닐지조차 알 수 없는 상황에서 그는 얼마나 무서웠는지 말할 수 없었을 것이다.”라고 설명하였다. 그해 9월, 헤밍웨이는 고등학교 친구들과 함께 캠핑과 낚시를 하러 미시간주 변경에 위치한 어퍼반도로 떠난다. 이 경험은 자서전적 소설인 《두 개의 심장을 가진 큰 강》의 바탕이 된다. 소설에서는 주인공 닉 애덤스가 전쟁에서 돌아온 뒤 시골에서 고독을 되찾는 모습이 등장한다. 헤밍웨이는 친척 중 누군가로부터 토론토에서의 일자리를 소개 받는다. 별달리 할 일이 없던 헤밍웨이는 그해 말, 《토론토 스타 위클리》(Toronto Star Weekly)에서 프리랜서 및 전속 작가로 일을 시작한다. 헤밍웨이는 이듬해 6월 미시간으로 돌아오고, 9월에는 친구들과 함께 살기 위해 시카고로 거처를 옮긴다. 그때까지도 헤밍웨이는 《토론토 스타》에서 글을 기고하고 있었다.
시카고에서 헤밍웨이는 월간 저널인 《코퍼레이티브 커먼웰스》(Cooperative Commonwealth)에서 부편집장(associate editor)으로 일하며 소설가 셔우드 앤더슨을 만나게 된다. 이때 세인트루이스 출신의 해들리 리처드슨이 헤밍웨이의 룸메이트의 여자 형제를 만나기 위해 시카고를 들르게 되고, 헤밍웨이는 해들리를 보고 반하게 된다. 빨간 머리의 해들리는 헤밍웨이보다 여덟 살 연상이었지만 과잉보호적인 어머니 밑에서 자란 탓에 또래 여성들보다 덜 성숙한 모습을 보였다. 《헤밍웨이의 여자》(The Hemingway Women)의 저자 버니스 커트(Bernice Kert)는 자신의 저서에서, 해들리는 헤밍웨이로 하여금 아그네스를 떠올리게 했지만 아그네스에게는 없었던 어린아이 같은 면모를 갖고 있었다고 말한다. 몇 달간 서로 편지를 주고 받은 둘은 결혼하기로 결정하고 유럽으로 여행을 떠난다. 둘은 로마를 방문하고 싶었지만, 셔우드 앤더슨은 편지를 써주며 로마 대신 파리를 방문하라고 권한다. 1921년 9월 3일, 헤밍웨이와 해들리는 결혼을 하게 된다. 두 달 뒤 헤밍웨이는 《토론토 스타》의 해외 특파원으로 일을 시작하게 되고, 부부는 곧 파리를 떠나게 된다. 메이어스는 “해들리와의 결혼을 통해 헤밍웨이는 아그네스와 꿈꾸었던 모든 것—아름다운 여인과의 사랑, 넉넉한 수입, 유럽에서의 삶—을 이루었다.”라고 평했다.

### 파리

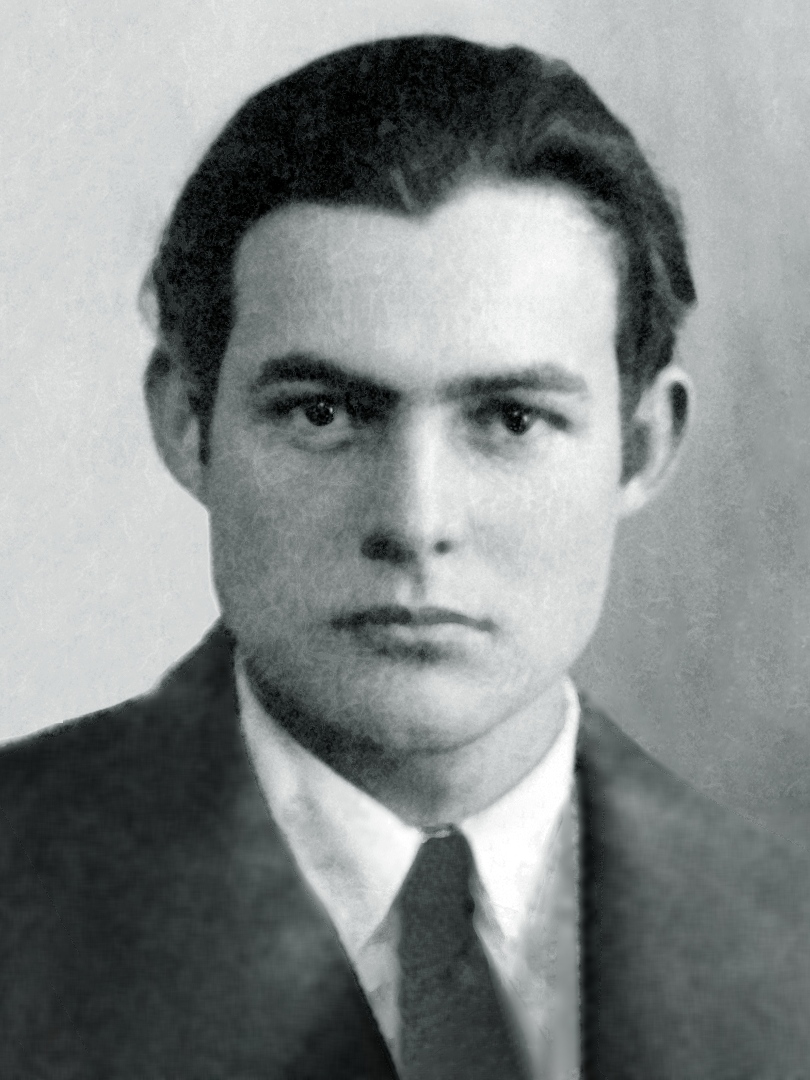
1923년 헤밍웨이의 여권 사진. 당시 헤밍웨이는 파리에서 해들리와 함께 살며 《토론토 스타 위클리》에서 해외 특파원으로 활동하고 있었다.

헤밍웨이의 첫 전기 작가인 카를로스 베이커는 앤더슨이 경제적인 측면에서 파리를 추천하기도 했지만, 그 보다는 사실 ‘세계에서 가장 흥미로운 사람들’이 있는 곳이었기에 추천했다고 추측한다. 헤밍웨이는 파리에서 거트루드 스타인, 제임스 조이스, 에즈라 파운드 같은 거목들을 만나 빠르게 성장할 수 있었다.
헤밍웨이와 해들리는 카르티에 라탱에 위치한 카르디날 르무안 거리 74번지(74 rue du Cardinal Lemoine)의 작은 아파트에 살았으며, 헤밍웨이는 근처 건물의 셋방에서 일을 했다. 파리에서 모더니즘의 수호자였던 스타인은 헤밍웨이의 멘토이자 아들 잭의 대모가 된다. 스타인은 헤밍웨이에게 자신이 ‘잃어버린 세대’라고 칭한 몽파르나스에 거주하는 타국 출신의 예술가와 작가들을 소개하였다. 또한 헤밍웨이는 스타인의 살롱의 단골이던 파블로 피카소, 호안 미로, 후안 그리스와 같은 화가들을 접하게 된다. 하지만 헤밍웨이는 스타인의 영향에서 벗어나고, 둘의 관계는 이후 수십 년간 지속된 문학적인 견해 차로 인해 나빠진다. 1922년 파리에 사는 도중, 헤밍웨이는 자신의 초상화를 두 번 그려준 미술가 헨리 스트레이터와 친구가 된다.
1922년에는 실비아 비치의 서점인 셰익스피어 앤드 컴퍼니에서 에즈라 파운드와 우연히 만나게 된다. 둘은 1923년 이탈리아 여행을 같이 떠나고, 1924년에는 같은 거리에 살게 된다. 둘은 서로 깊은 유대 관계를 맺었고, 헤밍웨이의 재능을 알아차린 파운드는 이를 개발하는데 여러 도움을 주었다. 파운드는 헤밍웨이에게 제임스 조이스를 소개해주었고, 곧 조이스는 헤밍웨이의 친한 술친구가 된다.
파리에서의 첫 스무 달 동안 헤밍웨이는 《토론토 스타》에 여든여덟 개의 글을 기고한다. 헤밍웨이는 그리스-터키 전쟁을 보도하면서 스미르나 대화재를 직접 경험하였으며, ‘스페인의 참치 낚시’나 ‘유럽 전역의 송어 낚시: 독일보다 뛰어난 스페인’과 같은 여행 기사를 쓰기도 하였다.
1922년 12월 헤밍웨이를 만나기 위해 제네바로 가던 해들리는 리옹역에서 헤밍웨이의 원고로 가득 찬 여행 가방을 잃어버리게 되고, 이 사실을 안 헤밍웨이는 큰 상실감을 얻는다. 1923년 9월 헤밍웨이와 해들리는 토론토로 돌아오고, 동년 10월 10일에는 아들 잭 헤밍웨이가 태어난다. 그사이 헤밍웨이의 첫 책인 《세 편의 단편과 열 편의 시》가 출판된다. 단편 중 두 작품은 잃어버린 여행 가방 속에 남아 있던 원고의 전부였고, 한 작품은 지난해 봄 이탈리아에서 쓴 것이었다. 몇 달 뒤 두 번째 책인 《우리들의 시대에》(in our time, 소문자)가 출판되었다. 이 책에는 여섯 편의 소품문과 지난 여름 스페인에서 쓴 열두 편의 이야기가 담겨져 있다. 토론토가 지겨워진 헤밍웨이는 이내 파리가 그리워졌고, 기자보다는 작가로서의 삶으로 돌아가고 싶어졌다.
헤밍웨이와 해들리는 1924년 1월 파리로 돌아와 노트르담 데샹 거리(rue Notre-Dame des Champs)에 위치한 아파트로 집을 옮긴다. 헤밍웨이는 포드 매덕스 포드의 《더 트랜스아틀랜틱 리뷰》(The Transatlantic Review) 편집을 도와줬는데, 이 문예지에는 파운드, 존 더스 패서스, 엘사 폰 프라이타크로링호벤, 스타인의 작품 뿐만 아니라 헤밍웨이의 초기작인 〈인디언 부락〉 등이 실렸다. 이 인연을 계기로 1925년 출판된 《우리들의 시대에》(In Our Time, 대문자)의 책가위에는 포드의 존평이 실렸다. 〈인디언 부락〉은 평단으로부터 긍정적인 반응을 얻었다. 미국의 평론가들은 헤밍웨이 특유의 간결한 문체를 통해 단편이라는 장르를 새로이 되살아나게 하였다는 평을 내렸다. 여섯 달 뒤 헤밍웨이는 F. 스콧 피츠제럴드를 만나게 되고, 이내 서로 ‘적대적이면서도 존경하는’ 우정 관계를 맺게 된다. 같은 해 피츠제럴드의 《위대한 개츠비》가 출판되었는데, 작품을 읽고 감명받은 헤밍웨이는 자신의 다음 작품을 장편 소설로 정하게 된다.
헤밍웨이는 아내 해들리와 함께 1923년 스페인 팜플로나에서 열린 산 페르민 축제에 가게 된다. 그곳에서 헤밍웨이는 투우의 매력에 빠져들게 되고, 또한 이 때부터 ‘파파’(Papa)라는 별명을 얻게 된다. 헤밍웨이는 1924년과 1925년 6월, 팜플로나를 다시 방문한다. 세 번째 방문 때는 어릴적 미시간에 살았을 때의 친구인 빌 스미스(Bill Smith)와 도널드 오거든 스튜어트(Donald Ogden Stewart), 더프 스위트덴, 팻 거스리(Pat Guthrie), 해럴드 러브(Harold Loeb)와 함께 가게 된다. 헤밍웨이는 축제가 끝나고 며칠 뒤 자신의 생일날을 기점으로 작품 초안을 쓰기 시작하고, 여덟 주의 시간을 걸쳐 《태양은 다시 떠오른다》를 완성한다. 1925년 12월에는 오스트리아 슈룬스로 떠나 겨울 내내 원고를 대폭 수정하는데 시간을 보낸다. 이듬해 1월 폴린 파이퍼가 합류하고, 해들리의 반대에도 불구하고 헤밍웨이가 스크리브너스와 계약을 맺도록 만든다. 헤밍웨이는 출판사들과 만나기 위해 뉴욕으로 잠시 떠나고, 돌아오던 중 잠시 머무른 파리에서 파이퍼와 불륜 관계를 맺게 된다. 슈룬스로 돌아온 헤밍웨이는 3월에 원고 수정을 마친다. 원고는 4월이 되어 뉴욕에 도착하였고, 1926년 8월 파리에서 최종적으로 탈고를 한 뒤 스크리브너스에서는 10월에 소설을 출판한다.
《태양은 다시 떠오른다》는 전쟁 직후 해외에서 떠도는 이들의 모습을 전형적으로 보여주는 헤밍웨이의 대표작이다. 헤밍웨이는 이후 편집자인 맥스웰 퍼킨스에게 보낸 편지에서 작품의 요점은 사실 ‘잃어버린 세대’보다는 ‘영원히 머무르는 지구’에 있다고 말하였다. 헤밍웨이는 작품 속 등장인물들이 힘들고 지쳤을지언정 그들이 길을 잃어버린 것은 아니기를 원한 것이었다.
해들리와의 결혼 생활은 《태양은 다시 떠오른다》의 작업을 거듭하면서 나빠지게 된다. 1926년 초, 해들리는 헤밍웨이가 파이퍼와 불륜을 맺었다는 사실을 알게 된다. 파리로 돌아온 헤밍웨이에게 해들리는 별거를 하자고 말하고, 그해 11월에는 이혼 얘기를 꺼내게 된다. 둘은 재산을 서로 나누고, 헤밍웨이는 해들리에게 《태양은 다시 떠오른다》의 수익금을 나눠주기로 약속한다. 1927년 1월 정식으로 이혼한 헤밍웨이는 그해 5월에 파이퍼와 재혼을 한다.

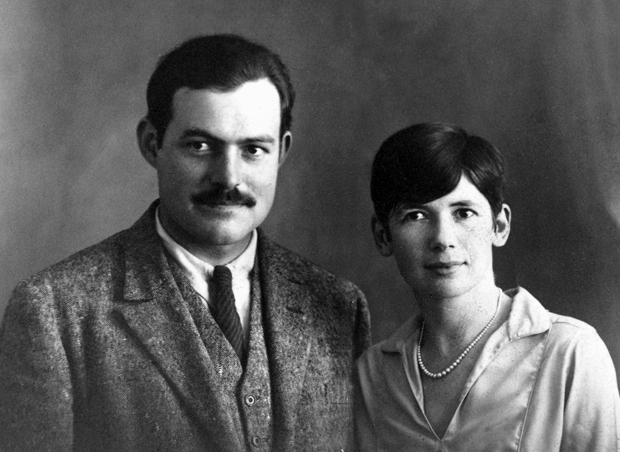
1927년 파리에서의 헤밍웨이와 폴린 파이퍼.

파이퍼는 아칸소의 부유한 가톨릭 집안에서 자라났으며, 《보그》의 편집자로 일하며 파리에서 머물렀다. 결혼하기 전 헤밍웨이는 파이퍼를 따라 개종을 하게 된다. 부부는 르 그로뒤루아로 신혼여행을 떠났다. 그곳에서 헤밍웨이는 탄저병에 걸리게 되고, 차기 단편집 구상을 시작하였다. 1927년 10월 출판된 《여자 없는 남자들》에는 그의 권투 경험을 다룬 〈오만 달러〉 등이 수록되어 있다. 《코스모폴리탄》의 편집장 레이 롱은 〈오만 달러〉에 대해 극찬하며 “이 때까지 읽은 권투 이야기 중 최고이다... 현실주의의 걸작이다.”라고 말하였다.
그해 말, 아이를 갖게 된 파이퍼는 미국으로 되돌아가기를 원했다. 존 더스 패서스는 키웨스트 섬을 권하였고, 1928년 3월 부부는 그의 충고를 따라 파리를 떠나게 된다. 파리를 떠나기 전 헤밍웨이는 집 화장실에서 사고로 인해 크게 다치고 만다. 변기 체인을 내리려다 실수로 천창을 아래로 잡아당기며 머리를 부딪혔으며, 이 사고로 이마에 큰 상처를 갖고 살아가게 된 헤밍웨이는 이후에도 상처에 대한 질문을 받으면 대답을 꺼려하게 된다. 파리를 떠난 이후 헤밍웨이는 다시는 대도시에서 살지 않게 된다.

### 키웨스트와 카리브 해

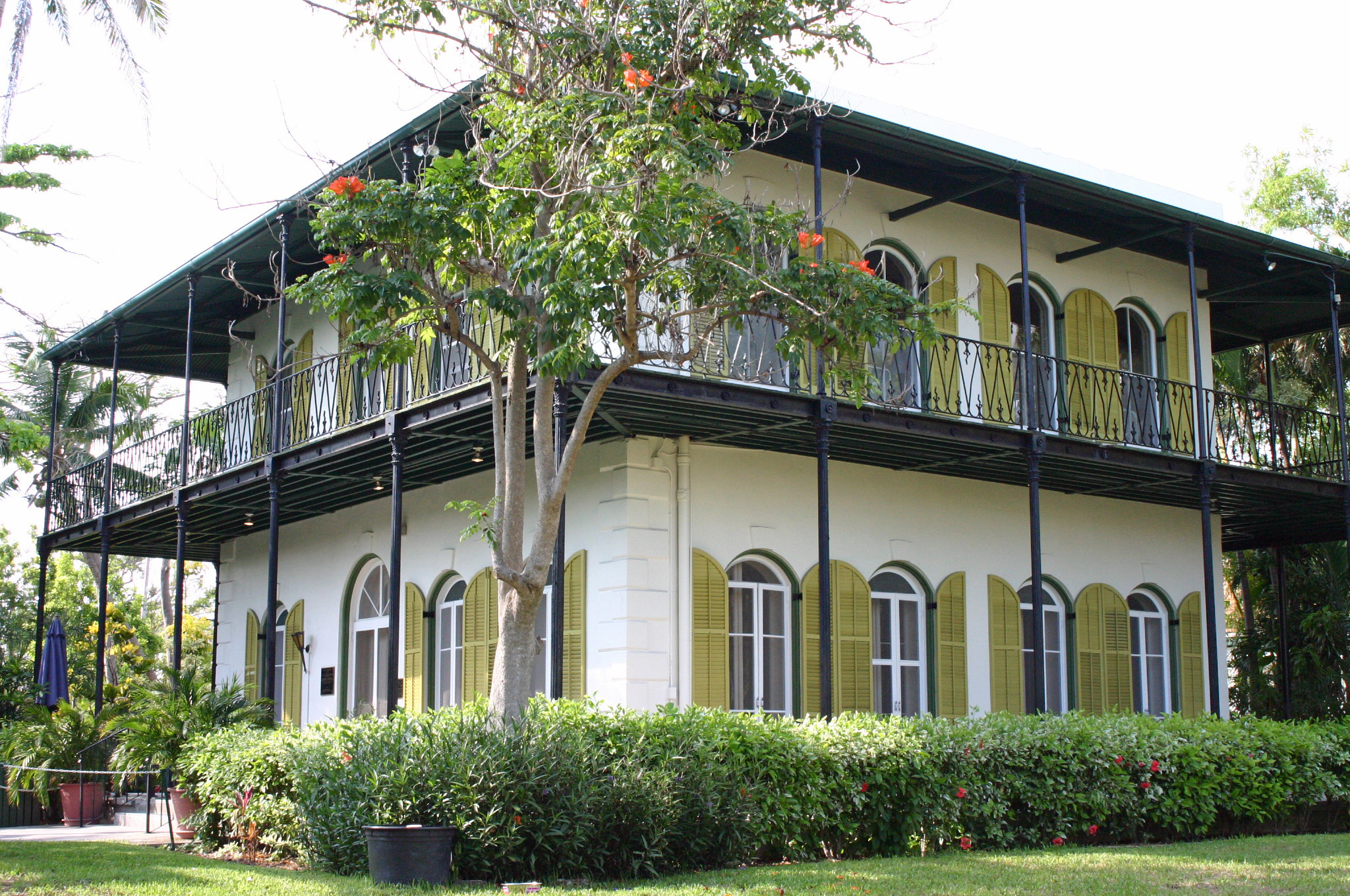
키웨스트에 위치한 헤밍웨이의 생가. 헤밍웨이는 이 곳에서 《가진 자와 못 가진 자》를 집필하였다.

봄이 끝나갈 무렵 헤밍웨이와 파이퍼는 캔자스시티로 여행을 떠나고, 1928년 6월 28일에는 아들 패트릭이 태어난다. 파이퍼는 출산 당시 큰 어려움을 겪었는데, 이는 헤밍웨이의 《무기여 잘 있거라》에 잘 나타나있다. 패트릭이 태어난 후 부부는 와이오밍과 매사추세츠, 뉴욕으로 여행을 갔다. 그해 겨울, 잭과 함께 뉴욕에 있던 헤밍웨이는 플로리다로 돌아가려던 중 자신의 아버지가 자살을 하였다는 소식을 듣게 된다. 헤밍웨이는 큰 충격을 받게 된다. 또한 얼마 전 아버지에게 금전적인 문제에 대해서는 걱정하지 말라는 편지를 썼었는데, 그 편지는 아버지가 자살을 한 바로 몇 분 뒤에 도착하였다는 사실도 깨닫게 된다. 헤밍웨이는 해들리의 아버지가 자살로 세상을 떠났을 때의 해들리가 겪은 고통이 어떠하였는지 새삼 깨달았으며, 자신 역시 같은 방식으로 죽을 것이라고 말을 생각하게 된다.
12월 키웨스트로 돌아온 이후부터 이듬해 1월 프랑스로 떠나기 직전까지 헤밍웨이는 《무기여 잘 있거라》의 초고 작업에 집중하였다. 헤밍웨이는 8월에 원고를 완성하였지만 교정 작업은 뒤로 잠시 미루었다. 《스크리브너스 매거진》에서의 연재는 5월부터 시작될 예정이었지만, 헤밍웨이는 4월 말까지도 결말 부분을 정하지 못하여 17번이나 수정을 거듭하였다. 완성된 작품은 9월 27일 출판되었다. 전기 작가 제임스 멜로(James Mellow)는 《무기여 잘 있거라》가 헤밍웨이의 작가로서의 위상을 공고히 했으며, 《태양은 다시 떠오른다》에서는 없었던 새로운 수준의 복잡성을 보여줬다고 평가하였다. 1929년 여름 스페인에서 헤밍웨이는 《오후의 죽음》의 구상을 시작하였다. 헤밍웨이는 용어집과 부록 등을 통해 투우에 대한 종합적인 논문과도 같은 글을 쓰기를 원했다. 그는 투우가 삶과 죽음 그 자체를 다룬다는 점에서 ‘굉장히 비극적인 취미’라고 생각하였다.
1930년대 초반 헤밍웨이는 사슴, 엘크, 회색곰 등을 사냥을 하며 겨울은 키웨스트에서, 여름은 와이오밍에서 시간을 보냈다. 그 곳에서 더스 패서스와 자주 교류하였는데, 1930년 11월에는 빌링스에 위치한 기차역으로 패서스를 데려다 주던 중 교통사고를 당하고 만다. 오른팔이 부러진 헤밍웨이는 7주 동안 병원 신세를 졌으며, 폴린이 그를 간호하게 된다. 글을 쓰던 오른손의 신경이 원래대로 돌아오는 데는 1년 가까이 걸리게 되고, 그 동안 헤밍웨이는 깊은 고통을 겪게 된다.

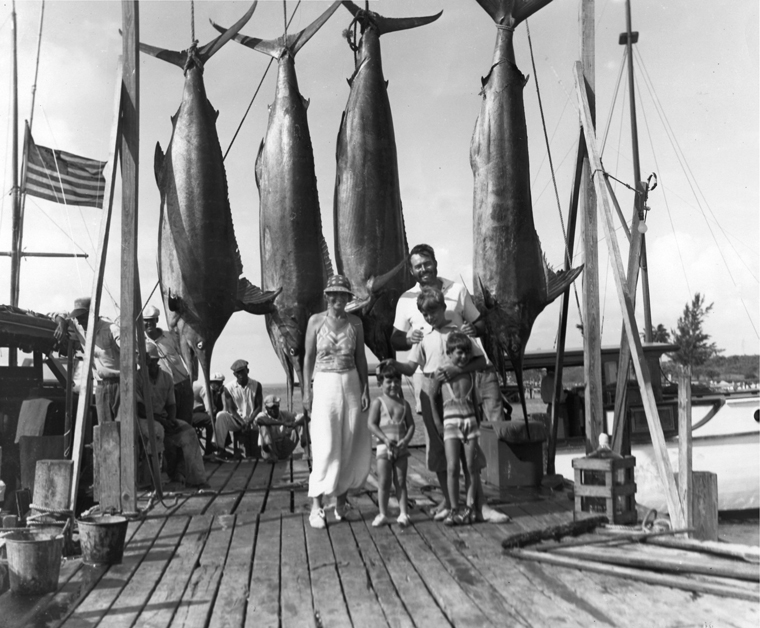
1935년 비미니로 떠난 낚시 여행에서의 어니스트, 폴린, 잭, 패트릭, 그레고리.

1년 뒤인 1931년 11월 12일에는 헤밍웨이의 세 번째 아들인 그레고리 헤밍웨이가 태어나게 된다.
폴린의 삼촌은 부부에게 키웨스트에 위치한 집을 마련해주었다. 2층 집에 마차 차고가 딸린 이 집은 곧 헤밍웨이의 작업 공간이 되었다. 길 건너편에는 등대가 있었는데, 이는 헤밍웨이가 늦은 시간까지 술을 먹고도 집을 쉽게 찾을 수 있도록 도와주는 역할을 하게 된다. 키웨스트에서 지내던 동안 헤밍웨이는 동네 술집 슬로피 조스의 단골이었다. 헤밍웨이는 친구 월도 퍼스, 더스 패서스, 그리고 맥스웰 퍼킨스 등을 불러다가 낚시 여행이나 드라이토르투가스로의 여행을 떠나기도 하였다. 헤밍웨이는 유럽과 쿠바로의 여행 역시 꾸준히 계속 하였는데, 멜로는 이에 대해 밤늦게까지 술을 마시거나 멀리 여행을 떠나는 것과 같은 이러한 행동들이 그의 불안한 마음을 반영한 것이라고 평하였다.
1933년 헤밍웨이와 폴린은 케냐의 사파리로 여행을 떠나게 된다. 10주 간의 경험은 《아프리카의 푸른 언덕》과 단편 〈킬리만자로의 눈〉, 〈프랜시스 매코머의 짧지만 행복한 생애〉의 주요 소재가 된다. 부부는 몸바사와 나이로비, 마차코스를 방문하였고, 그 후 탕가니카 자치령으로 가 마냐라호 근처 세렝게티에서 사냥을 즐긴다. 유명한 ‘백인 사냥꾼’ 중 하나였던 필립 퍼시벌이 부부의 가이드를 맡았다. 여행 도중 헤밍웨이는 아메바증에 걸려 탈장 증세를 보였고, 비행기를 타고 나이로비로 긴급 수송되는 경험을 겪기도 한다. 1934년 초 키웨스트로 돌아온 헤밍웨이는 《아프리카의 푸른 언덕》를 쓰기 시작해 1935년에 출판하게 된다.
1934년 헤밍웨이는 낚싯배 하나를 사들여 필라 호라는 이름을 붙였고, 그 이후 카리브 제도로 항해를 시작하였다. 1935년 비미니에 처음으로 도착한 헤밍웨이는 그 곳에서 꽤 많은 시간을 보낸다. 이 기간 동안 《가진 자와 못 가진자》의 작업도 진행하였는데, 이 책은 1937년 헤밍웨이가 스페인에 있을 때 출판된다.

### 스페인 내전

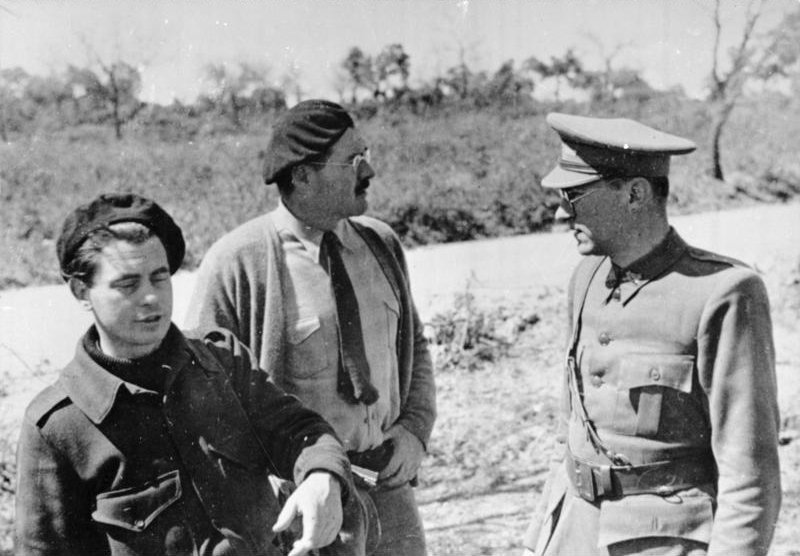
1937년 스페인 내전 중 헤밍웨이(가운데)와 네덜란드 영화 제작자 요리스 이벤스(왼쪽), 당시 국제여단에서 지휘관을 맡은 독일의 소설가 루트비히 렌(오른쪽).

1937년 헤밍웨이는 폴린의 만류에도 불구하고 북아메리카 신문 연맹(NANA)의 스페인 내전 보도를 맡기 위해 스페인으로 떠났다. 헤밍웨이와 더스 패서스는 《스페인의 대지》를 제작하던 네덜란드의 요리스 이벤스와 시나리오 작가 계약을 맺게 된다. 그러나 더스 패서스는 그의 친구이자 스페인어 통역가인 호세 호블레스가 잡혀가 처형되자 작품 제작을 그만두게 된다. 이로 인해 헤밍웨이와 패서스는 서로 사이가 멀어지게 된다.
헤밍웨이는 스페인에서 저널리스트이자 작가인 마사 겔혼을 만나게 된다. 겔혼은 헤밍웨이와 전해 크리스마스날 키웨스트에서 이미 만난 적이 있었다. 마사는 해들리와 마찬가지로 세인트루이스 출신이었으며, 또한 폴린과 마찬가지로 파리에서 《보그》에서 일한 경험이 있었다. 1937년 7월에는 전쟁 중 지식인들의 자세에 대해 토론하기 위해 개최된 제2차 세계작가회의에 참가하였다. 1937년 말 마사와 함께 마드리드에서 머무르던 헤밍웨이는 프랑코 세력에 의해 도시가 폭격당하는 것을 겪었고, 자신의 유일한 희곡인 《제5열》을 쓰게 된다. 몇 달 뒤 키웨스트로 돌아온 그는 1938년 에브로 전투가 한창이던 스페인을 두 번 다시 들른 후, 다른 일부 영국·미국 기자들과 마찬가지로 마지막으로 현장을 떠난다.

### 쿠바
1939년 봄, 배를 타고 떠나 쿠바에 도착한 헤밍웨이는 아바나에 위치한 암보스문도스 호텔에 7년 동안 살기 시작한다. 이 때부터 헤밍웨이는 마사와 외도를 하는 동시에 폴린과 점점 멀어지게 된다. 마사가 잇달아 쿠바에 두착하고, 둘은 하바나에서 15 마일 (24 km)가량 떨어진 곳에 위치한 15 에이커 (61,000 m2) 규모의 ‘핑카 비히아’ 농장을 빌려 살게 된다. 헤밍웨이는 와이오밍에서 폴린과 아이들을 다시 만나게 되고, 그해 여름 폴린은 아이들과 함께 헤밍웨이를 떠나게 된다. 폴린과의 이혼이 성사된 이후 헤밍웨이는 1940년 11월 20일 샤이엔에서 마사와 결혼식을 올린다.
해들리와 이혼하고 난 이후부터 헤밍웨이는 계절에 따라 장소를 바꾸며 살기 시작했다. 여름에는 주로 아이다호주 케첨으로 가 선밸리의 휴양지 근처에서 살았으며, 겨울에는 쿠바에서 대부분을 보내었다. 헤밍웨이는 원래 고양이를 싫어하였지만 쿠바에 오면서 고양이들에게 푹 빠지게 되었고, 수십 마리씩 데려다가 집에서 키우게 된다. 당시 고양이들의 후손은 ‘헤밍웨이 고양이’라고 불리며, 아직까지도 그의 키웨스트 집에서 여러 마리가 살고 있다.
헤밍웨이는 겔혼에게 영감을 받아 자신의 역작인 《누구를 위하여 종은 울리나》를 1939년 3월부터 이듬해 7월에 걸쳐서 쓰게 된다. 1940년 출판된 《누구를 위하여 종은 울리나》는 쿠바와 와이오밍, 선밸리를 오고가면서 완성되었는데, 이는 원고 작업을 하면서 이리저리 이동하는 헤밍웨이의 작업 방식을 보여준다. 이 소설은 이달의 책 클럽에 선정되면서 한 달 만에 백만 부가 팔렸으며, 동시에 퓰리처상 후보에 오르기도 하였다. 이에 대해 메이어스는 헤밍웨이의 문학적 명성을 위풍당당하게 다시 인정받게 되는 계기가 되었다고 평하였다.
1941년 1월, 마사는 잡지 《콜리어스》와의 계약을 위해 중국으로 가게 된다. 헤밍웨이는 신문 《PM》의 특파원 자격으로 동행하였는데, 헤밍웨이는 전반적으로 중국을 마음에 들어하지 않았다. 2009년 출판된 책에서는 이 기간 동안 헤밍웨이가 ‘아르고 요원’(Agent Argo)이라는 암호명 아래 소련의 비밀 요원으로 활동하였다는 주장을 하기도 하였다. 부부는 그해 12월 미국이 선전포고를 하기 직전에 쿠바로 돌아온다. 헤밍웨이는 쿠바 해안가에 나타난 독일 잠수정을 매복 공격할 생각으로 쿠바 정부에 자신의 필라 호를 수리해달라고 요청하게 된다.

### 제2차 세계 대전

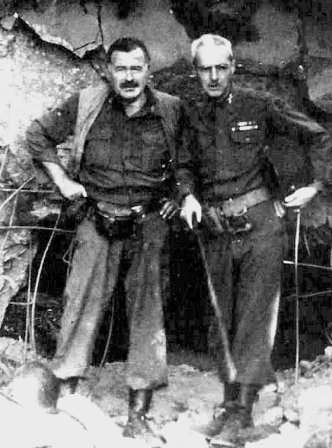
1944년 독일에서 찰스 T. 랜햄(오른쪽)과 함께 찍은 사진. 이후 헤밍웨이는 폐렴에 걸리게 된다.

1944년 5월부터 1945년 3월까지 헤밍웨이는 런던과 유럽 등지에 머물렀다. 런던에 처음 도착했을 때 헤밍웨이는 당시 《타임》에서 특파원으로 일하고 있던 메리 웰시를 만나 첫눈에 반하게 된다. 마사는 교통 사고로 뇌진탕에 걸린 헤밍웨이를 찾아 런던에 도착했지만, 헤밍웨이가 기자 전용으로 나오는 비행기 표를 얻는 것을 도와주지 않아 폭발물이 실린 배를 타고 대서양을 힘겹게 건너 와야만 했다. 헤밍웨이가 병중임에도 불구하고 마사는 헤밍웨이에게 이혼 요청을 하였고, 자신과의 관계는 완전히 끝났다고 말을 전하게 된다. 헤밍웨이는 1945년 3월 쿠바로 돌아갈 준비를 하면서 마지막으로 마사를 보았고, 같은 해 최종적으로 이혼을 하였다. 그 와중에 헤밍웨이는 메리 웰시와의 세 번째 만남에서 그녀에게 결혼을 하자고 부탁한다.
헤밍웨이는 머리에 큰 붕대를 감은 채 노르망디 상륙에 취재를 하러 간다. 평론가 메이어스에 의하면 군 당국은 헤밍웨이를 ‘중요한 짐’ 정도로 여겼으며, 해안가로 가는 것을 금지하여 상륙정에서만 상황을 지켜봐야 했다.
7월 말 헤밍웨이는 찰스 T. 랜햄 대령이 이끄는 제23보병연대 예하에 배속된다. 이후 헤밍웨이는 파리 외각 랑부예의 민병대의 사실상의 지도자가 된다. 폴 퍼셀은 이에 대해 특파원이 부대를 이끄는 것이 허용되지 않았기 때문에 헤밍웨이는 큰 곤란에 빠지게 되었다고 평하였다. 실제로 이는 제네바 협약 위반 사항이었으며, 헤밍웨이는 가벼운 처벌을 받게 된다. 8월 25일에는 파리 해방 현장에 투입된다. 파리에서 헤밍웨이는 메리 웰시와 함께 실비아 비치와 파블로 피카소를 만나게 되고, 그 자리에서 그는 거트루드 스타인을 용서하게 된다. 그해 연말에는 휘르트겐 숲 전투에서 상당히 큰 전투를 목격한다. 1944년 12월 17일에는 헤밍웨이는 좋지 못한 몸 상태에도 불구하고 벌지 전투를 취재하기 위해 룩셈부르크로 직접 떠난다. 그러나 도착하자 마자 랜햄은 그를 병원으로 데려갔으며, 폐렴 진단을 받고 입원하게 된다. 일주일 후 퇴원하였지만 전쟁은 거의 끝나간 상태였다. 1947년에는 제2차 세계 대전 중의 용맹함을 인정받아 동성훈장을 수상한다. 

### 쿠바와 노벨상

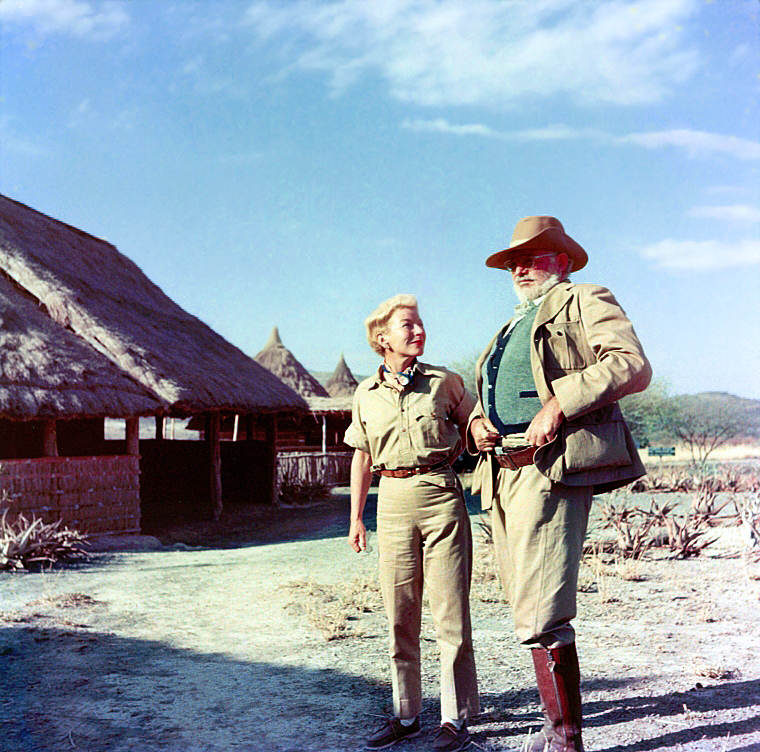
아프리카에서의 헤밍웨이와 메리. 1953년~1954년 사이 촬영

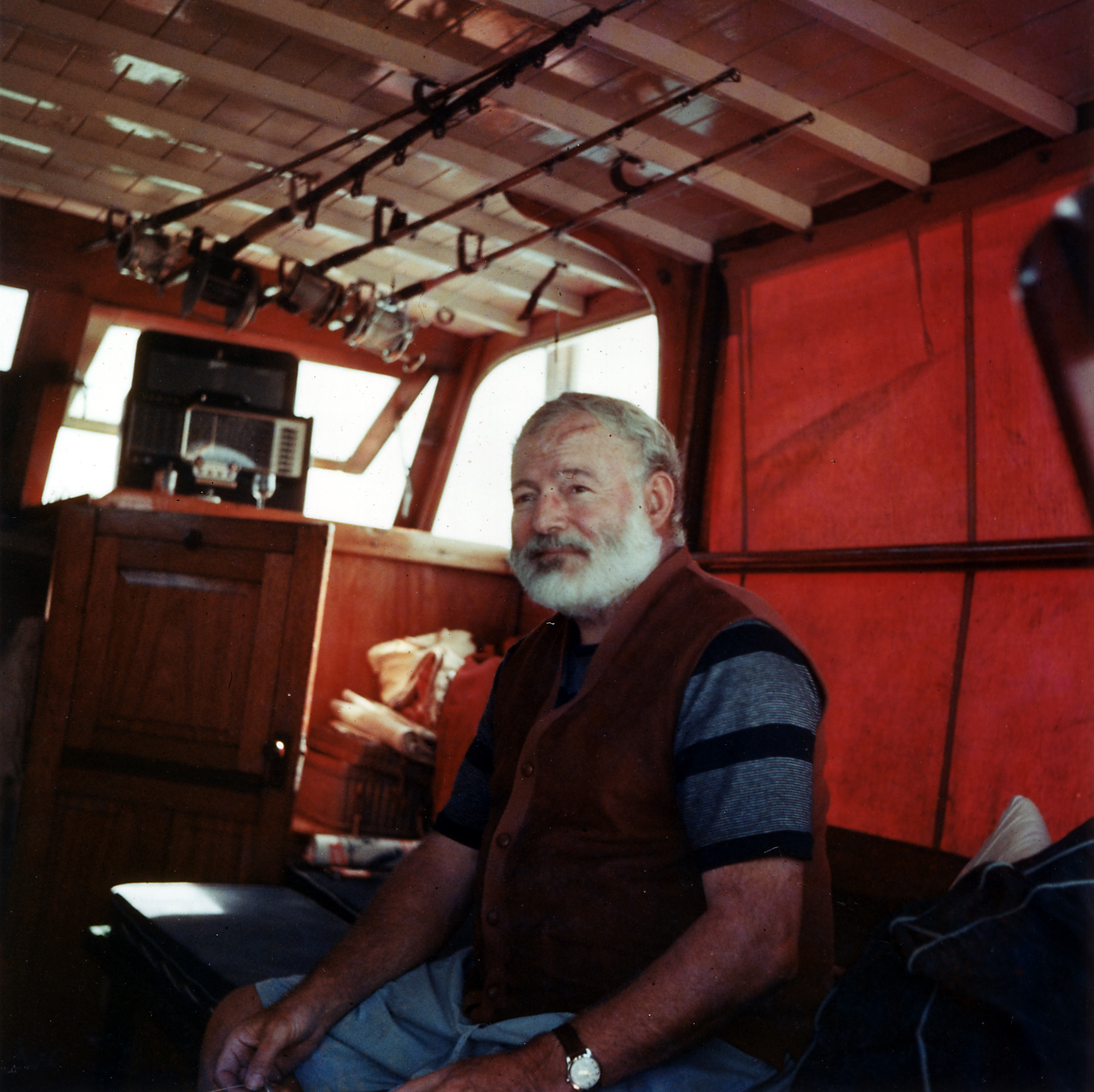
쿠바 연안, 필라 호 내부 침실에서의 헤밍웨이.

헤밍웨이는 1942년부터 1945년까지 쿠바에 머무르는 동안 스스로 말하길 작가로서의 활동은 전혀 하지 않았다. 1946년에는 메리 웰시와 결혼을 한다. 결혼 5달 이후 메리는 자궁 외 임신을 하게 된다. 전쟁 직후 수년간 헤밍웨이 일가는 수많은 사고와 건강 문제를 겪게 된다. 1945년 교통사고를 당해 헤밍웨이는 무릎을 크게 다치고 이마에는 또 다른 흉터가 생겼다. 메리는 스키를 타다가 오른쪽 발목과 왼쪽 발목을 차례대로 다쳤으며, 1947년 교통사고에서는 패트릭이 머리를 심하게 다치게 된다. 헤밍웨이는 그의 친구들이 점차 세상을 떠나게 되자 큰 우울감에 빠진다. 1939년 윌리엄 버틀러 예이츠와 포드 매덕스 포드, 1940년 스콧 피츠제럴드, 1941년 셔우드 앤더슨과 제임스 조이스, 1946년 거투르드 스타인, 1947년에는 맥스웰 퍼킨스가 사망하였다. 이 기간 동안 헤밍웨이는 심각한 두통과 고혈압, 비만, 심지어 당뇨병에 걸리게 되었는데, 이는 일련의 사고들과 과한 음주로 인한 것이었다. 이런 상황에도 불구하고 1946년 1월 그는 800여쪽에 이르는 장편 소설인 《에덴의 동산》을 쓰기 시작하여 그해 6월에 작업을 마친다. 또한 전후 기간 동안 〈대지〉(The Land), 〈바다〉(The Sea), 〈하늘〉(The Air)이라고 잠정적으로 이름 붙인 삼부작을 쓰기 시작하였다. 하지만 앞서 설명한 주변 환경과 건강으로 인해 이 작업은 정체되었다.
1948년 헤밍웨이와 메리는 유럽으로 여행을 떠나 베니스에서 몇 개월간 머무른다. 그곳에서 헤밍웨이는 19살 소녀 아드리아나 이반치치와 사랑에 빠진다. 헤밍웨이의 이러한 플라토닉 사랑은 《강 건너 숲속으로》에 영감을 준다. 이 소설은 쿠바에서 메리와 다투는 와중에 작업하여 1950년에 출판되나 평론가들로 부터 혹평을 받게 된다.. 이듬해 《강 건너 숲속으로》의 실패에 화가 난 헤밍웨이는 8주 동안 노인과 바다의 초고를 집필했다. 그는 이에 대해 ‘내가 써 내려갈 수 있는 작품 중 최고’였다고 스스로 평했다. 《노인과 바다》는 이달의 도서에 선정되었으며, 헤밍웨이는 세계적인 작가로 이름을 날리게 된다. 1952년 5월에는 퓰리처상을 수상하였으며, 두달 뒤 헤밍웨이는 두번째 아프리카 여행을 떠난다.
1954년 아프리카에서 헤밍웨이는 두 차례 비행기 사고를 겪으며 죽을 뻔한 위기를 겪게 된다. 그는 아내 메리에게 크리스마스 선물로 벨기에령 콩고 상공을 날으는 관광용 경비행기를 빌리게 된다. 머치슨 폭포를 관람하고 돌아오던 중, 비행기가 버려진 전신주에 부딪혀 추락하고 만다. 헤밍웨이는 머리를 다쳤으며, 메리는 갈비뼈 두 개가 부러지는 피해를 입었다. 사고 다음날, 엔테베의 병원으로 이송하기 위해 다른 비행기에 올랐지만 해당 비행기는 이륙 직후 폭발하여 헤밍웨이는 심각한 화상과 뇌진탕을 입게 된다. 이 사고는 뇌척수액이 흘러나올 정도로 심각한 사고였다. 첫 번째 사고 소식만을 들은 기자들은 헤밍웨이의 부고 소식을 보고하였지만, 헤밍웨이는 무사히 엔테베에 도착하여 자신의 부고 기사를 읽으며 몇 주간 회복하게 된다. 이러한 부상에도 불구하고 이듬해 2월에는 패트릭과 메리와 함께 낚시 여행을 떠나려 하지만, 극심한 통증으로 인해 성격이 성급해지며 쉽게 어울리지 못하였다. 이후에는 불행하게도 산불을 만나 다리와 상체 앞부분, 입술, 왼손과 오른팔에 3도 화상을 입게 된다. 수개월 후 베니스에서 메리는 친구들에게 헤밍웨이의 부상에 대해 다음과 같이 설명하였다. ‘척추 디스크 2개 손상, 간과 심장 파열, 어깨 탈구, 두개골 손상’ 어릴 적부터 일생 대부분을 술로 간신히 버텨왔던 헤밍웨이는 사고 직후 고통을 이기기 위해 술에 더욱더 의존하게 되었다.
1954년 10월, 헤밍웨이는 노벨문학상을 수상한다. 그는 언론에 칼 샌드버그, 카렌 블릭센, 버나드 베렌슨이 상을 마땅히 받아야 한다고 의례적으로 말했지만, 결국 수상을 기쁘게 받아들였다. 아프리카에서의 사고 이후 후유증을 계속 겪던 헤밍웨이는 스톡홀름으로 여행을 떠나기로 결심한다. 이 때문에 시상식에 불참한 헤밍웨이는 다음과 같은 수상 소감을 서면으로 대신 전달했다.

작가로서 글을 쓴다는 것은, 최상의 상태에서조차 고독한 삶입니다. 단체나 조직은 잠시나마 작가들의 고독을 덜어 줄 수는 있겠지만, 그것이 작가의 글을 향상시켜 줄지는 의문입니다. 작가는 고독에서 벗어나면서 명성이 높아지기도 하지만, 그러다 보면 흔히 작품의 질은 퇴보하기 마련입니다. 작가는 혼자서 글을 쓸 수 밖에 없기 때문이며, 훌륭한 작가려면 영원한 고독 또는 영원한 고독이 주는 결핍과 매일매일 부딪혀야 합니다.
진정한 작가에게 있어 매 작품은 성취감을 뛰어넘어 어떤 것을 얻기 위해 다시 시도하는 새로운 시작이 되어야 합니다. 지금까지 이루어진 없거나, 혹은 다른 이들이 시도했으나 실패한 무언가를 위해 노력해야 합니다. 그러다 때로 행운이 따르게 되면 그는 성공할 것입니다.

1955년 말부터 1956년 초까지 헤밍웨이는 계속 몸져누워 있었다. 의사는 간의 부담을 완화시키기 위해 음주를 멈춰야 한다고 했으며, 처음에는 그 조언을 따랐지만 이후엔 결국 술을 다시 마시기 시작했다. 1956년 10월에는 유럽으로 되돌아가 소설가 피오 바라하를 만났다(지병이 있었던 바라하는 헤밍웨이를 만난 몇 주 후  세상을 떠났다). 여행 중 헤밍웨이는 다시 병이 도졌으며 ‘고혈압, 간 질환, 동맥경화’ 진단을 받았다.
1956년 11월 파리에 머무르는 동안, 헤밍웨이는 1928년 리츠 호텔에 보관했다가 까맣게 잊고 있던 트렁크를 떠올리게 된다. 다시 되찾은 트렁크 속에는 파리에서 쓴 여러 원고들이 들어 있었는데, 이에 고무된 헤밍웨이는 1957년 초 쿠바로 되돌아가 회고록 《움직이는 축제》를 다듬기 시작했다. 1959년 무렵까지 헤밍웨이는 집필 활동을 활발히 하였다. 《움직이는 축제》의 집필을 마치고 《여명의 진실》을 20만자가량 써 내려갔으며, 《에덴의 정원》의 한 장을 마무리하며 동시에 《해류 속의 섬들》도 작업을 진행하였다. 마이클 레이놀즈는 이에 대해 이 시기에 헤밍웨이는 회복할 수 없는 건강 상태로 인해 결국 우울증에 빠졌다고 설명하였다.
핑카 비히아에 방문객과 여행객들이 많아지자 언짢아진 헤밍웨이는 아이다호로 이사를 가는 것을 고려하였다. 결국 1959년에는 쿠바를 떠나 케첨 외곽에 빅우드강이 내려다 보이는 집을 구매하였다. 당시 쿠바에서는 카스트로 정권에 의해 바티스타가 축출되었고, 이에 대해 헤밍웨이는 매우 기뻤다고 밝혔다. 헤밍웨이는 팜플로나와 아이다호를 계속 오고갔으며, 1959년 11월에는 쿠바에 머물렀다. 그러나 이듬해 카스트로 정권이 미국인을 포함한 외국인이 소유한 자산을 국유화한다는 소식을 듣게 되고 쿠바를 떠나기로 결심한다. 1960년 7월 25일, 헤밍웨이는 이 때를 끝으로 아바나의 은행 금고에 예술품과 원고를 남긴 채 쿠바를 떠나게 된다. 1961년 피그스만 침공 이후 핑카 비히아는 쿠바 정부에 의해 강제 수용되었다. 당시 핑키 비히아에는 헤밍웨이가 보유 중이던 ‘4천에서 6천 권 되는가량의 서적’이 남아있었다고 한다. 헤밍웨이 사후 케네디 대통령은 메리로 하여금 쿠바를 방문하여 카스트로를 만날 수 있게끔 주선하였으며, 핑카 비히아를 영구히 기증하는 대가로 헤밍웨이의 그림 및 작품을 환수하였다.

### 아이다호와 자살
1950년 동안 헤밍웨이는 《움직이는 축제》을 계속 집필하였다. 1959년 중반에는 《라이프》의 의뢰를 받아 투우에 대한 기사 작성을 위해 스페인을 방문한다. 《라이프》에서는 10,000자가량의 분량을 원했지만, 헤밍웨이의 원고는 글을 쓸수록 길어져만 갔다. 글을 도저히 다듬을 수가 없었던 헤밍웨이는 쿠바를 방문하여 A. E. 호츠너에게 도움을 청하게 된다. 호츠너의 도움으로 잡지에는 40,000자 분량의 글이 실렸으며, 130,000자에 달하는 전체 글은 《위험한 여름》으로 출간되었다. 호츠너는 헤밍웨이의 모습이 매우 정돈되지 않고 혼란스러워 보였다고 말한 점에서 헤밍웨이는 점점 정신력을 잃어갔음을 알 수 있으며, 동시에 시력 또한 급격히 나빠지기 시작했다.

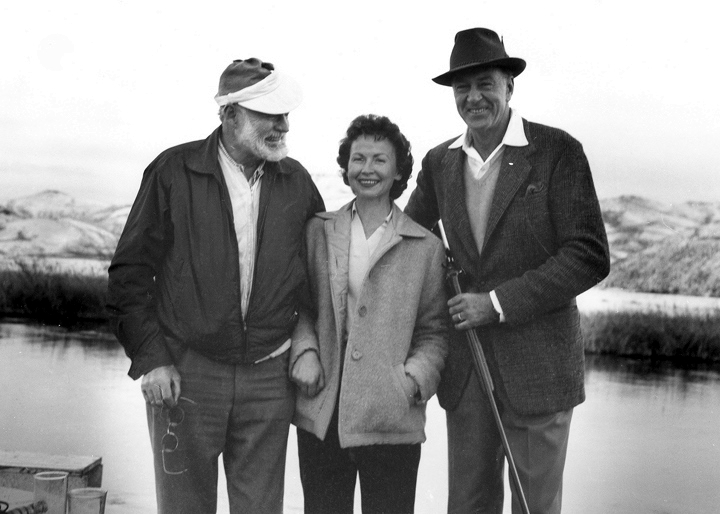
아이다호주 피커부 인근 실버 크리크(Silver Creek)에서 조류 사냥 중 찍은 사진. 왼쪽부터 헤밍웨이, 바비 피터슨(Bobbie Peterson), 게리 쿠퍼.

쿠바를 마지막으로 떠난 이후 헤밍웨이는 뉴욕시 아파트에 작업용 작은 사무실을 차렸지만 곧 떠나게 된다. 이후 《라이프》로부터 의뢰 받은 표지 사진을 촬영하기 위해 스페인으로 혼자 떠났다. 며칠 뒤 헤밍웨이가 위독하여 죽을 위기에 처했다는 뉴스가 나오고, 아내 메리는 갑작스러운 소식에 크게 놀랐다. 헤밍웨이는 메리를 안심시키기 위해 다음과 같은 전보를 남겼다. “오보이다. 마드리드로 향하는 중. 사랑하는 파파로부터.” 그러나 실제로 헤밍웨이는 심각하게 아팠으며, 스스로도 자신이 쓰러지기 일보 직전이었다고 생각하였다. 외로움을 느낀 헤밍웨이는 며칠을 침대에 누워 고독에 잠겼다. 이런 상황 속에서도 헤밍웨이는 1960년 10월 《라이프》에 실린 《위험한 여름》의 첫 회 분량을 성공적으로 마무리하였다. 10월 스페인을 떠나 뉴욕으로 향한 헤밍웨이는 누군가 자신을 감시하고 있다는 생각에 아파트를 떠나기를 거부하였다. 메리는 헤밍웨이를 아이다호로 데려가는 중, 기차에서 의사 조지 세이비어스(George Saviers)를 만나게 된다.
이 시기 동안 헤밍웨이는 지속적으로 자신의 재산과 안전에 대해 염려하였다. 세금 문제와 더불어 자신이 쿠바 은행 금고에 남겨둔 원고를 회수할 수 없을 것이라는 걱정에 사로잡혔다. 결국 편집증적인 증상까지 보인 헤밍웨이는 FBI가 자신을 계속해서 감시하고 있다는 망상에 빠져든다. 헤밍웨이의 사후 FBI가 공개한 파일에 따르면, 제2차 세계 대전 중 헤밍웨이가 쿠바 연안에서 필라 호를 이용하고 쿠바에 거주한 것을 이유로 실제로 FBI가 헤밍웨이를 감시하고 있었다는 사실이 밝혀졌다. 또한 J. 에드거 후버는 1950년대 아바나에 헤밍웨이를 전담으로 감시하는 요원을 배치하기도 하였다. 헤밍웨이를 도저히 혼자서 간호할 수 없었던 메리는 11월 말, 세이비어스에게 부탁하여 헤밍웨이를 미네소타에 위치한 메이오 클리닉에 입원 시킨다. 그곳에서 헤밍웨이는 고혈압 치료 등을 받았다. 1961년 FBI 요원이 쓴 문서에 따르면 FBI는 헤밍웨이가 해당 병원에 입원했다는 사실까지 감시하고 있었다.
헤밍웨이는 신분을 감추기 위해 세이비어스의 이름으로 진료 받았다. 메이어스에 의하면 헤밍웨이의 치료는 극비에 부쳐졌지만, 이후 확인한 바에 따르면 1960년 10월에는 15번가량의 전기 경련 요법(ECT)을 받았으며 1961년 1월에야 퇴원하였다. 레이놀즈는 헤밍웨이의 10번의 ECT 치료 기록을 확인할 수 있었는데, 로체스터의 의사진들은 리서핀과 리탈린 과다 복용에 의해 정신 상태가 나빠진 것이라고 추측하였다. 1961년 1월 13일 로체스터로 헤밍웨이를 방문한 호츠너는 수척해진 그의 모습을 보고 크게 놀랐다. 이 자리에서 헤밍웨이는 호츠너에게 “나 자신의 중심이나 다름 없는 기억을 지우고 머릿속을 어지럽히는게 대체 무슨 의미가 있는 것이냐?”라며 고통스러운 치료에 대해 토로하였다.
헤밍웨이는 퇴원 3개월 뒤인 1961년 4월에는 케첨으로 되돌아왔다. 어느 날 아침 메리는 헤밍웨이가 샷건을 손에 쥔채 부엌에 서있는 모습을 발견하였다. 메리는 세이비어스에게 이 사실을 알렸으며, 그는 헤밍웨이에게 진정제를 놔준 뒤 선밸리 병원에 입원시키기로 결정하였다. 이후 세이비어스와 함께 헤밍웨이는 로체스터를 다시 방문하여 세 차례의 ECT 치료를 다시 받았다. 헤밍웨이는 6월 말 퇴원하였으며, 6월 30일에 케첨으로 되돌아왔다. 이틀 뒤인 1961년 7월 2일 아침, 헤밍웨이는 자신이 가장 아끼는 산탄총으로 스스로 목숨을 끊었다. 헤밍웨이는 자신의 총기류를 보관하던 지하 창고를 연 뒤, 단골이었던 애버크롬비 & 피치에서 구매한 더블배럴 산탄총을 사용하였다. 이를 목격한 메리는 결국 병원으로 실려갔으며, 다음 날 집으로 돌아와 집을 정리한 뒤 장례식을 치뤘다. 메리는 기자들에게 자살이 아닌 사고였다고 말하였는데, 버니스 커트는 이에 대해 의도된 거짓말이 아니었을 것이라고 평했다. 사고 이후 5년 뒤에서야 메리는 헤밍웨이가 스스로 목숨을 거둔 것임을 인정하였다.

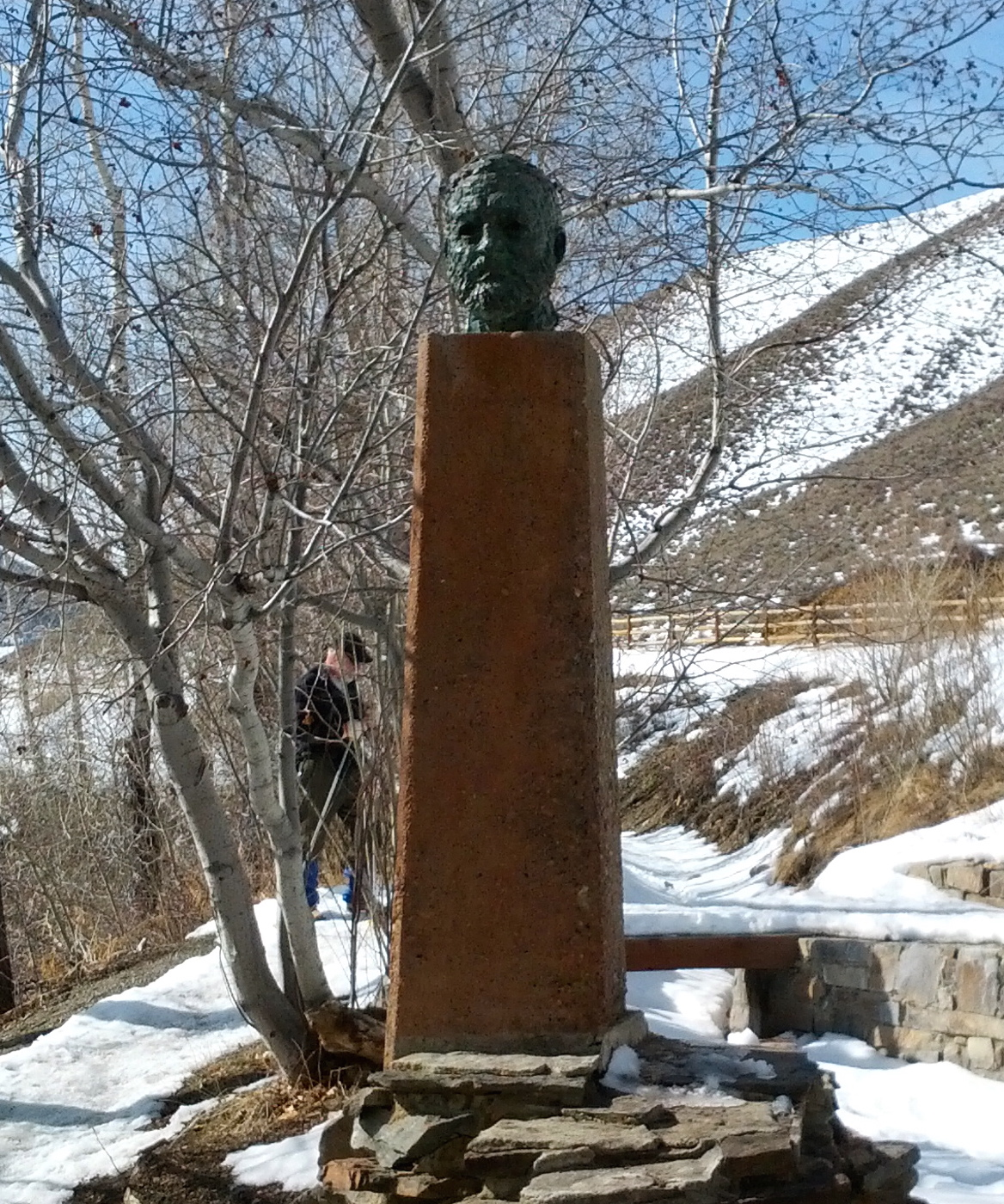
아이다호주 선밸리에 위치한 헤밍웨이의 기념비

헤밍웨이의 장례는 케첨에서 가톨릭 의식에 따라 치러졌으며, 장례식에 방문한 친지와 가족들은 모두 헤밍웨이의 죽음이 사고에 의한 것이라고 알고 있었다. 장례 이후 헤밍웨이는 케첨의 묘지에 안장되었다. 헤밍웨이의 말년 모습은 똑같이 권총으로 삶을 마무리한 그의 아버지의 모습과 매우 유사하다고 평가된다. 아버지 클래런스 헤밍웨이는 유전적으로 철분이 체내에 과잉 흡수 및 축적되어 이로 인해 여러 신체적인 문제를 불러일으키는 혈색소침착증을 앓고 있었다고 알려져 있는데, 1991년 공개된 자료에 의하면 헤밍웨이 역시 1961년 초경에 혈색소침착증 진단을 받았던 사실이 밝혀졌다. 이로 인해 헤밍웨이 역시 아버지와 마찬가지로 이 질환으로 인한 유전적인 문제를 앓았을 것으로 추측된다. 헤밍웨이의 여동생 어설라와 남동생 레스터 역시 그의 사후에 차례대로 자살로 세상을 떠났다.
선밸리 북쪽에 위치한 기념비에는 헤밍웨이가 세상을 떠난 친구를 위해 수십년 전에 쓴 추도문이 아래와 같이 담겨 있다.

그는 무엇보다도 가을을 사랑했다.
미루나무 잎사귀는 노랗게 물들고
그 잎사귀는 송어가 헤엄치는 개울 위를 떠내려가며
높은 언덕 위로는
바람 한 점 없는 푸른 하늘만 있구나.
... 이제 그대도 자연의 하나로 영원히 남기를.

Best of all he loved the fall
the leaves yellow on cottonwoods
leaves floating on trout streams
and above the hills
the high blue windless skies
... Now he will be a part of them forever.

## 문체
1926년 《뉴욕 타임스》는 헤밍웨이의 첫 소설에 대해 다음과 같이 평했다. “그 어떠한 분석도 《태양은 다시 떠오른다》의 뛰어남을 전달하지 못할 것이다. 간결하고, 견고하며, 탄탄한 서사로 전달되는 흥미진진한 산문으로 기존 영문학에 경각심을 불러일으킬 정도이다.” 제임스 네이글(James Nagel)은 ‘미국 문학의 본질을 바꾸었다’라고 말하기도 하였다. 1954년 노벨 문학상 수상 당시, 위원회는 ‘최근작인 노인과 바다에서 보여준 서사 기술의 완벽함과, 현대적인 스타일을 구사한 공적’을 수상 사유로 삼았다. 폴 스미스(Paul Smith)는 단편집 《우리들의 시대에》를 통해 헤밍웨이가 자신의 문체를 지속적으로 실험하고 있다고 말하였다. 헤밍웨이는 복잡한 구조를 지양하였는데, 그가 쓴 전체 문장의 70%가량이 종속절이 없는 단문 형태로 이루어져 있다.
만약 산문 작가가 자신이 쓰고 있는 것에 대해 충분히 잘 알고 있다면 그는 그가 알고 있는 것을 생략할지 모르고, 독자는 작가가 충분히 진실하게 글을 쓰고 있다면 마치 작가가 진술한 것처럼 그 사건을 강렬하게 느끼게 될 것이다. 빙산이 위엄 있게 움직일 수 있는 것은 오직 8분의 1만이 수면 위에 떠 있기 때문이다. 자신이 잘 모르기 때문에 생략하는 작가라면 그의 작품에 공간만을 만들어 낼 뿐이다. 
헨리 루이스 게이츠는 헤밍웨이의 스타일이 근본적으로 그가 직접 겪은 세계대전의 경험에서 비롯된 것이라고 분석하였다. 제1차 세계 대전 이후 헤밍웨이와 같은 다른 모더니스트 작가들은 서구 문명의 제도에 대한 믿음을 상실하였다. 이에 반발한 작가들은 19세기에 유행한 복잡한 문체 대신 ‘대화와 동작, 그리고 침묵을 통해 의미가 전달되는, 즉 어떠한 중요한 것도 명시적으로 표현되지 않는’ 문체를 만들어내었다.
아이린 개멀은 헤밍웨이와 다른 모더니스트 작가들과의 연관성을 설명하면서, 헤밍웨이의 문체가 당대 아방가르드에 관심을 가지며 연마되었다고 설명하였다. ‘전위적인 실험’을 갈구하는 동시에 포드 매덕스 포드의 ‘오래된 모더니즘’에 저항하는 의미로 헤밍웨이는 《디 애틀란틱 리뷰》에 거르투르 스타인과 엘자 폰 프라이타크로링호벤의 작품을 게재하였다. 개멀은 이에 대해 “헤밍웨이는 자신의 문체에 낀 ‘지방’을 정리해 나가며 엘자의 실험적인 스타일을 많이 차용했다.”라고 설명하였다.
베이커는 헤밍웨이가 단편 서술로 글쓰기를 처음 시작하면서, ‘가장 적게 들여 가장 많은 것을 얻는 법, 말을 다듬는 법, 말의 강도를 증폭시키는 법, 사실만을 이야기하면서도 사실이 아닌 것들까지 보여주는 방법’을 배워나갔다고 설명하였다. 헤밍웨이는 자신의 스타일을 빙산 이론이라고 불렀는데, 진실은 수면 위에 떠오르고 이를 지지하는 체계와 상징은 시야에서 보이지 않는 것이다. 빙산 이론은 때때로 ‘생략 이론’이라고 불리기도 하였다. 헤밍웨이는 작가가 무언가를 서술할 때, 그 수면 아래에서 일어나는 전혀 다른 것들을 가지고도 충분히 묘사가 가능하다고 생각하였다.
잭슨 벤슨(Jackson Benson)은 헤밍웨이가 자신의 삶 뿐만 아니라 삶 전반에 대해 묘사할 때 자전적인 경험을 일종의 뼈대로 삼았다고 말했다. 그는 헤밍웨이가 “만약 ~라면 어떻게 될까?”라는 가상의 시나리오에 바탕을 두고 자신의 경험을 활용했다고 상정하였다. “만약에 밤에 잠들 수 없을 정도로 심하게 부상을 입는다면 어떻게 될까” “심하게 부상을 입은 채로 전선에 되돌아간다면 어떻게 될까?” “성적 충동은 느끼지만 막상 성행위를 할 수 없다면 어떻게 될까?” 〈단편 소설의 예술〉에서 헤밍웨이는 이와 같이 설명하였다. “틀림없는 사실이라고 알게 된 것들이 몇 가지 있다. 이미 알고 있는 중요한 것이나 사건을 생략한다면 이야기는 더욱 단단해진다. 잘 알지 못한다는 이유로 무언가를 생략하거나 넘긴다면 가치 없는 이야기가 될 것이다. 이야기가 얼마나 좋은지를 판가름하는 기준은 바로 편집자가 아닌 작가가 얼마나 생략을 잘하느냐에 달려 있다.”
나는 신성하고 영광스럽고 희생을 했다느니 하는 헛된 표현이 언제나 부끄러웠다. ... 하지만 나는 결코 신성한 것을 눈으로 본 적이 없었고, 영광스럽다는 것에서 영광은 찾아볼 수가 없었으며, 희생물로 바친 가축은 땅 속에 파묻는다는 것만 다를 뿐 시카고의 가축 수용소에 갇혀 있는 가축과 다를 바가 없었다. 도저히 내 귀로 들어줄 수 없는 추상적인 단어들이 너무나도 많았으며, 오직 지명(地名)만이 위엄을 지녔다. 영광, 명예, 용기, 신성과 같은 추상적인 단어들은 구체적인 마을 이름, 도로 번호, 하천 이름, 연대(聯隊) 번호, 날짜와 같은 구체적인 이름들에 비하면 가당찮게만 보인다. 
헤밍웨이는 《무기여 잘 있거라》 집필 중, 1915년 헨리 제임스(Henry James)의 인터뷰 일부분을 원고에 썼다 지우기도 하였다. 제임스는 “전쟁이 단어를 모두 써버렸으며, 마치 타이어와 같이 낡아버렸다”라고 말하며 표현의 힘이 약화되었음을 걱정하였다. 조 트로드(Zoe Trodd)는 헤밍웨이가 이러한 제임스의 생각에 영향을 받았다고 설명하였다. 헤밍웨이는 마치 ‘다초점의’ 사진과 같은 문장을 서술하였다. 종속접속사가 생략된 구조는 정적인 문장을 만들어냈으며 온점, 세미콜론, 대시, 괄호와 같은 문장부호들은 짧은 서술문으로 인해 생략되었다. 스냅숏과 같은 문체는 일종의 콜라주를 만들었으며, 하나의 사건이 전체를 이루듯이 각 문장은 서로를 토대로 하여 구성되었다. 추가로 헤밍웨이는 한 장면에서 다음 장면으로 빠르게 전환하거나 다른 장면 안에 이야기를 끼워 넣는 영화적인 기법도 활용하였다. 의도된 생략은 독자로 하여금 마치 작가의 지시에 따라 그 빈틈을 채울 수 있도록 하였으며, 결과적으로 삼차원적인 산문을 만들어내었다.
헤밍웨이는 작품과 개인적인 글 모두에서 쉼표 대신 접속사 ‘그리고’(and)를 자주 사용했다. 이러한 방식은 이음말 잦기(polysyndeton)로 불리는데, 헤밍웨이는 이를 통하여 ‘이미지의 선명한 시각적 흐름’을 만들어내었다. 잭슨 벤슨(Jackson Benson)은 이런 양식을 하이쿠에 비교하여 설명하였다. 많은 이들이 헤밍웨이의 의도를 잘못 해석하여, 그의 감정 표현에 반기를 들기도 하였다. 솔 벨로는 그의 문체를 풍자하며 “감정을 갖고 있는가? 목 졸라 죽여버리면 된다.”라며 풍자하기도 하였다. 그러나 헤밍웨이의 의도는 감정을 없애라는 것이 아니라 감정을 보다 체계적으로 묘사해야한다는 것이었다. 헤밍웨이는 감정을 서술하는 것이 쉬우면서도 한편으로는 무의미하다고 생각했다. 헤밍웨이는 이에 대해 “진짜의 일, 그 정서를 불러일으킨 동작과 사실의 연속, 1년이 지난 뒤, 또는 10년이 지난 뒤, 아니, 다행히 웬만큼 순수하게 기록한다면, 그 후 언제까지나 변함없이 타당할 그 연속은 도저히 붙잡을 수 없는 것이었고, 나는 또 그것을 붙잡으려고 안간힘을 쓰고 있었다.”라고 말하였다. 대상에 대한 이러한 표현 방식은 에즈라 파운드, T. S. 엘리엇, 제임스 조이스, 마르셀 프루스트 등이 추구한 객관적 상관물 이론과 연결된다. 헤밍웨이가 프루스트에게 쓴 편지에는 《잃어버린 시간을 찾아서》가 오랜 기간 여러 번 언급되어 있으며, 이는 그가 해당 책을 적어도 두 번 이상은 탐독했음을 의미한다.

## 주제
헤밍웨이의 작품에는 사랑, 전쟁, 황야, 패배가 주요 주제로 등장한다. 비평가 레슬리 피들러는 성스러운 땅에 해당하는 프런티어가 주제라고 설명하였다. 그의 작품 속에서 프런티어는 스페인과 스위스, 아프리카의 산과 미시간의 강까지 확장되어 묘사된다. 이는 《태양은 다시 떠오른다》와 《누구를 위하여 종은 울리나》에 등장하는 호텔 몬태나의 이름에 잘 나타나있다. 스톨츠푸스(Stoltzfus)와 피들러에 따르면 헤밍웨이의 작품 속에서 자연은 부활과 휴식의 장소이다. 자연에서 사냥꾼은 자신의 사냥감을 죽일 때 불멸에 가까운 일종의 초월성을 경험할 수 있다고 헤밍웨이는 믿었다. 또한 자연은 여자 없이 남자만이 존재하는 곳이기도 하였다. 남자는 낚시하고 사냥하며 자연 속에서 구원을 받기도 하였다. 헤밍웨이가 스포츠를 주제로 글을 자주 쓰긴 했지만, 카를로스 베이커는 헤밍웨이가 스포츠보다는 그 스포츠를 행하는 사람에 더 주목한 점을 강조하였다. 《두 개의 심장을 가진 큰 강》에 잘 나타나 있듯이, 본질적으로 헤밍웨이 작품의 대다수는 자연주의에 기반을 두고 있다고 볼 수 있다.
피들러는 헤밍웨이가 미국 문학의 만연한 기조였던 사악한 여성과 선한 여성을 도치시켰다고 평하였다. 사악한 여성에 해당하는 《태양은 다시 떠오른다》의 브렛 애슐리는 여신으로, 선한 여성에 해당하는 〈프랜시스 매코머의 짧지만 행복한 생애〉의 마고 매콤버는 살인마로 묘사되는 것이 그 예이다. 로버트 스콜스는 〈매우 짧은 이야기〉와 같은 초기작에서 남성 등장인물은 긍정적으로 묘사된 반면, 여성 등장인물은 부정적으로 묘사되었다고 평가했다. 리나 샌더슨(Rena Sanderson)에 의하면 초기 헤밍웨이의 비평가들은 남성적인 추구만을 따르는 남성 중심의 세계를 묘사한 작품에 대해 칭찬했으며, 이 당시 ‘창녀’ 아니면 배우자처럼 이분법적으로만 묘사되었다. 이에 페미니스트 비평가들은 헤밍웨이를 제1의 공공의 적으로 부르며 공격하기도 하였다. 그러나 근래에 이르러 여성 등장인물의 작품 속 묘사에 대한 재평가가 이루어지기 시작했으며, 헤밍웨이가 갖고 있던 젠더 문제에 대한 감수성에 대해 주목을 하기 시작하였다.
이 세상은 모든 사람을 부러뜨리지만, 많은 사람이 그 부러진 곳에서 더욱 강해진다. 그러나 세상은 부러지지 않으려고 하는 사람들을 죽인다. 아주 선량한 사람이든 부드러운 사람이든 용감한 사람이든 가리지 않고 공평하게 죽인다. 그 어디에도 속하지 않는 사람 역시 죽이겠지만 단지 특별히 서두르지 않을 뿐이다. 
여성과 죽음이라는 주제는 일찍이 〈인디언 부락〉에서부터 등장하였다. 특히 죽음은 헤밍웨이 작품 속 깊이 스며들어 있는데, 필립 영(Philip Young)은 〈인디언 부락〉에서 강조하고자 한 것은 출산을 하는 여성이나 스스로 목숨을 끊는 남성이 아닌, 어린아이로서 일련의 사건들을 경험하는 닉 애덤스에 있다는 의견을 제시하였다. 〈인디언 부락〉은 애덤스의 정체성을 형성하는 작품으로, 영은 이후 헤밍웨이 작품에 지대한 영향을 끼친 일종의 ‘마스터 키’에 해당한다고 보았다. 스톨츠푸스는 헤밍웨이의 작품이 실존주의에 내재된 진실을 묘사하는데 있어서 매우 복잡하다고 설명했다. 무(無)를 받아들이면 죽음의 순간에 구원받을 수 있으며, 위엄과 용기로 죽음을 맞이할 수 있는 자가 진정한 삶을 살 수 있다는 것이다. 프랜시스 매코머는 자신의 삶 마지막 몇 시간이 진정되어씩에 행복하게 죽을 수 있었던 것이다. 작품 속 투우에서 투우사는 진정한 삶의 절정을 나타낸다. 티모 뮐러(Timo Müller) 역시 이에 동의하며 ‘현대 문학에 있어 군인, 어부, 권투 선수, 시골뜨기야 말로 진정성의 원형’이라고 말하였다.
그의 작품 속에서는 거세도 주요 주제로 자주 쓰인다. 《승리자에겐 아무것도 주지 말라》의 단편 〈만백성 기뻐하여라〉와 《태양은 다시 떠오른다》가 대표적이다. 피들러는 거세를 전쟁에서 다친 부상병들의 세대의 결과이자 브렛과 같은 해방을 맞은 여성 세대의 결과로 보았다. 〈만백성 기뻐하여라〉에서 거세는 문자 그대로의 의미로 등장하여 종교적인 죄책감과 연결된다. 베이커는 헤밍웨이가 작품 속에서 ‘자연스러운 것’과 ‘부자연스러운 것’을 대조적으로 강조하였다고 설명하였다. 〈알프스의 목가〉에서 늦봄 고원에서 스키를 타는 ‘부자연스러움’은 한겨울 죽은 아내를 헛간에 오랜 기간 보관하는 농부의 ‘부자연스러움’과 병렬되어 묘사된다. 스키를 타는 이와 농부는 구원을 위해 계곡에서 ‘자연스러운’ 봄으로 도피한다.
음식에 대한 묘사 역시 중요히 여겨볼 주제 중 하나이다. 〈두 개의 심장을 가진 큰 강〉에서 배고픈 닉 애덤스는 돼지고기와 콩, 스파게티 통조림을 요리한다. 홀로 음식을 준비하는 원초적인 행동은 전후 통합을 기원한 헤밍웨이의 서술 방식 중 하나이다.

## 영향 및 유산

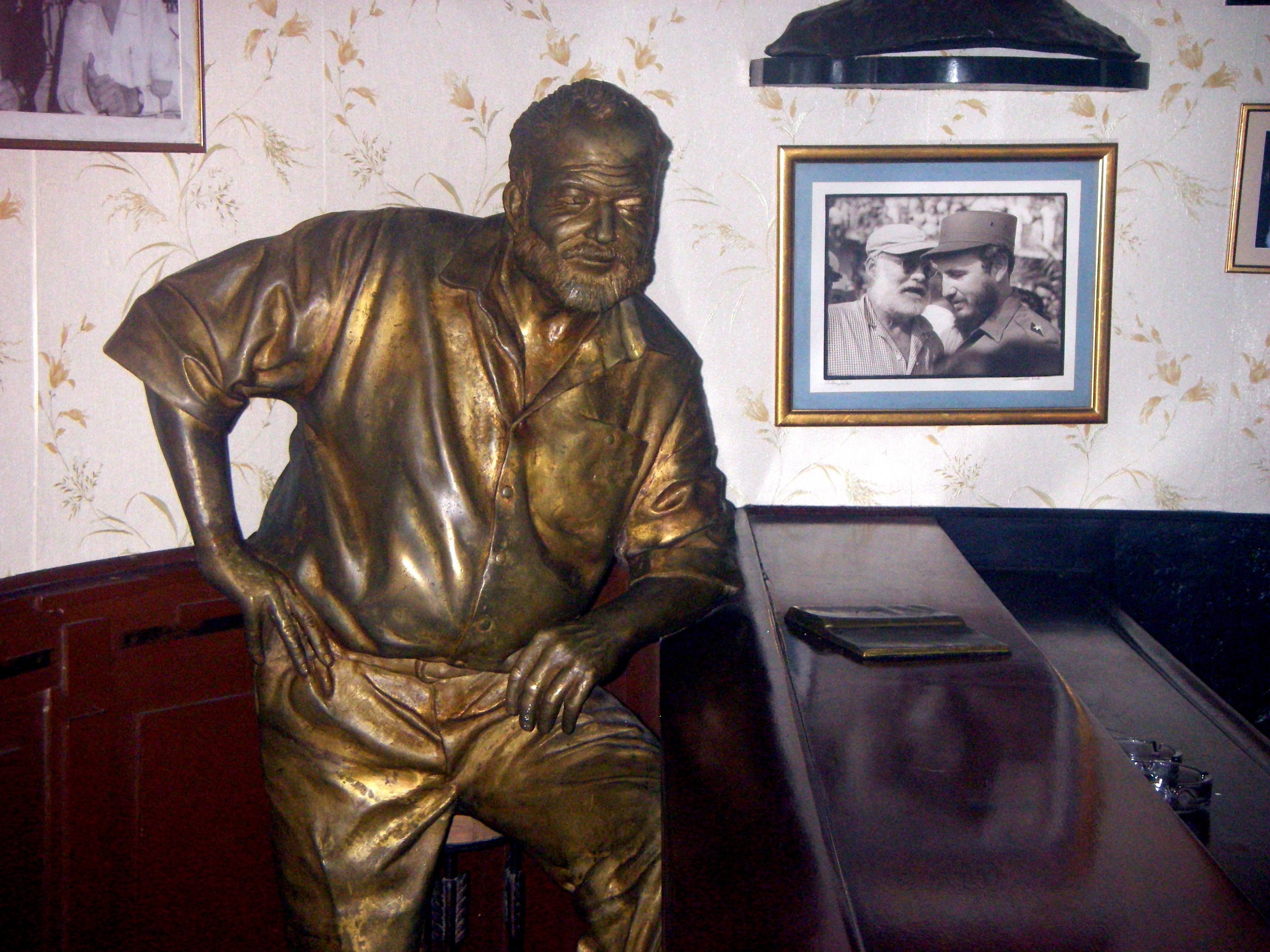
아바나의 엘 플로리디타(El Floridita)에 위치한 실물 크기의 헤밍웨이 동상. 호세 비야 소베론(José Villa Soberón) 작품.

헤밍웨이는 미국 문학의 전반적인 문체에 큰 영향을 끼쳤다. 헤밍웨이 사후, 작가들은 그의 문체를 따라 가거나 또는 오히려 피하려고 하였다. 《태양은 다시 떠오른다》 출간 이후 명성을 쌓은 헤밍웨이는 전후 세대의 대변인이 되어 자신만의 문체를 만들어갔다. 1933년 나치는 헤밍웨이의 책을 ‘현대 타락의 상징’이 되었다는 이유로 불태웠으며, 헤밍웨이의 부모 역시 내용이 저속하다며 부정할 정도로 그의 작품은 모두에게 충격적이었다. 레이놀즈는 평탄치 않은 삶과 여러 번의 재혼, 부정적인 일부 평론가들의 의견에도 불구하고 헤밍웨이가 우리 문화유산의 일부가 된 소설과 이야기를 남겼음에는 틀림이 없다고 평가하였다.
벤슨은 헤밍웨이 일생의 발자취가 ‘착취의 주요 수단’이 되었으며, 일종의 헤밍웨이 산업을 만들어냈다고 표현하였다. 할레그렌(Hallengren)은 ‘하드보일드 문체’와 남성성을 인간 헤밍웨이 또는 작가 헤밍웨이와 연결지어 바라봐서는 안 된다고 주장하였다. 벤슨은 이에 동의하며 헤밍웨이가 제롬 데이비드 샐린저와 같이 내향적이고 고독하다고 평하였는데, 헤밍웨이는 자신의 성향을 허풍을 통해 숨겼다는 차이점이 있다고 말하였다. 제2차 세계 대전 중 샐린저는 헤밍웨이를 직접 만나 서신을 주고 받은 적이 있었다. 샐린저는 헤밍웨이와 나눈 대화가 전쟁통에 자신에게 유일한 희망을 주는 시간이었으며, 스스로를 ‘헤밍웨이 팬 클럽의 전국 회장’으로 지명하였다고 농담삼아 말하기도 하였다.
문학 뿐만 아니라 다양한 분야에서 헤밍웨이의 유산을 찾아볼 수 있다. 1978년 소련 천문학자 니콜라이 체르니크가 발견한 소행성체에는 3656 헤밍웨이라는 이름이 붙여졌으며, 2009년에는 수성의 분화구 중 하나가 헤밍웨이로 명명되기도 하였다. 1965년 소설가 레이 브래드버리는 헤밍웨이가 킬리만자로 산 정상으로  이동한다는 내용의 《킬리만자로 장치》(The Kilimanjaro Device)라는 단편을 《라이프》지에 게재하였다. 로버트 듀발, 리처드 해리스 주연의 1993년 영화 《월터와 프랭크》(원제 《헤밍웨이와 레슬링하기》)는 플로리다의 해안 마을에서 은퇴한 두 친구의 우정을 다루었다. 또한 헤밍웨이의 이름이나 《강 건너 숲속으로》에 등장하는 해리스(Harry's)의 이름을 가져다 쓴 식당들이 여럿 존재하기도 한다. 헤밍웨이의 아들 잭은 자신의 아버지를 기리는 가구 제품을 홍보하기도 하였으며, 몽블랑 사는 헤밍웨이 만년필 시리즈를 공개하기도 하였다. 1977년에는 ‘세계 헤밍웨이 모방 대회’(International Imitation Hemingway Competition)라는 이름의 장난 대회가 만들어지기도 하였는데, 참가자들은 헤밍웨이의 특유의 문체를 최대한 모방한 작품을 제출하여야 했으며 우승자에게는 포상으로 이탈리아의 해리스 바에 방문할 수 있는 티켓이 주어졌다.
1965년 메리 웰시는 헤밍웨이 재단을 설립하였으며, 1970년대에는 존 F. 케네디 도서관에 헤밍웨이의 작품 일부를 기증하였다. 1980년에는 기증된 작품을 연구하려던 학자들이 모여 헤밍웨이 학회를 형성하였으며, 저널 《헤밍웨이 리뷰》(The Hemingway Review)를 출간하기 시작하였다. 헤밍웨이의 업적을 기리기 위한 여러 상들도 만들어졌는데, 대표적으로 펜/헤밍웨이 문학상와 프레미오 헤밍웨이(Premio Hemingway)가 있다. 2012년에 헤밍웨이는 시카고 문학 명예의 전당에 헌액되기도 하였다.
1968년 미시간 월룬호에 위치한 어니스트 헤밍웨이 별장과 키웨스트의 어니스트 헤밍웨이 박물관, 2015년 어니스트와 메리 헤밍웨이 가옥 총 3개의 집이 미국 국립사적지로 지정되었다. 키웨스트의 위치한 집 뿐만 아니라 일리노이주 오크파크에 위치한 헤밍웨이의 생가 역시 박물관으로 공개되어 있다. 바하마 비미니의 컴플리트 앵글러 호텔에는 그가 머무른 객실을 개조하여 개장한 일종의 비공식 박물관이 있었으나, 2006년 화재로 소실되었다.

## 대표작
- 《우리들의 시대에》(1925)
- 《태양은 다시 떠오른다》(1926)
- 《무기여 잘 있거라》(1929)
- 《가진 자와 못 가진 자》(1935)
- 《누구를 위하여 종은 울리나》(1940)
- 《노인과 바다》(1951)

## 참고 문헌
- Baker, Carlos (1969). Ernest Hemingway: A Life Story (영어). New York: Charles Scribner's Sons. ISBN 978-0-02-001690-8.
- Baker, Carlos (1972). Hemingway: The Writer as Artist (영어). Princeton: Princeton UP. ISBN 978-0-691-01305-3.
- Baker, Carlos (1981). “Introduction”. Ernest Hemingway Selected Letters 1917–1961 (영어). New York: Scribner's. ISBN 978-0-684-16765-7.
- Banks, Russell (2004). “PEN/Hemingway Prize Speech”. The Hemingway Review (영어) 24 (1): 53–60.
- Baym, Nina (1990). “Actually I Felt Sorry for the Lion”.   Benson, Jackson J. New Critical Approaches to the Short Stories of Ernest Hemingway (영어). Durham: Duke UP. ISBN 978-0-8223-1067-9.
- Beegel, Susan (1996). “Conclusion: The Critical Reputation”.   Donaldson, Scott. The Cambridge Companion to Ernest Hemingway (영어). New York: Cambridge UP. ISBN 978-0-521-45574-9.
- Beegel, Susan (2000). “Eye and Heart: Hemingway's Education as a Naturalist”.   Wagner-Martin, Linda. A Historical Guide to Ernest Hemingway (영어). New York: Oxford UP. ISBN 978-0-19-512152-0.
- Beegel, Susan (2007년 7월 29일). “Susan Beegel: What I like about Hemingway”. The Kansas City Star (영어). 2016년 1월 2일에 확인함.
- Benson, Jackson (1975). The Short Stories of Ernest Hemingway: Critical Essays (영어). Durham: Duke UP. ISBN 978-0-8223-0320-6.
- Benson, Jackson (1989). “Ernest Hemingway: The Life as Fiction and the Fiction as Life”. American Literature (영어) 61 (3): 354–358.
- Burwell, Rose Marie (1996). Hemingway: the Postwar Years and the Posthumous Novels (영어). New York: Cambridge UP. ISBN 978-0-521-48199-1.
- Carlton, Michael (1987년 7월 12일). “Idaho Remembers the Times of Papa Hemingway : Idaho: Hemingway Is Well Remembered”. Los Angeles Times (영어). 2020년 8월 5일에 원본 문서에서 보존된 문서. 2017년 7월 11일에 확인함.
- Desnoyers, Megan Floyd. “Ernest Hemingway: A Storyteller's Legacy”. John F. Kennedy Presidential Library Online Resources (영어). John F. Kennedy Presidential Library and Museum. 2016년 8월 23일에 원본 문서에서 보존된 문서. 2011년 11월 30일에 확인함.
- Dugdale, John (2009년 7월 9일). “Hemingway revealed as failed KGB spy”. The Guardian (영어). 2013년 6월 18일에 확인함.
- Eschner, Kat (2017년 8월 25일). “How Mary Hemingway and JFK Got Ernest Hemingway's Legacy Out of Cuba”. Smithsonian magazine (영어). 2021년 4월 4일에 원본 문서에서 보존된 문서. 2020년 6월 4일에 확인함.
- Fiedler, Leslie (1975). Love and Death in the American Novel (영어). New York: Stein and Day. ISBN 978-0-8128-1799-7.
- Gammel, Irene (2002). Baroness Elsa: Gender, Dada, and Everyday Modernity (영어). Cambridge, MA: MIT Press. ISBN 978-0-262-57215-6.
- Gilroy, Harry (1966년 8월 23일). “Widow Believes Hemingway Committed Suicide; She Tells of His Depression and His 'Breakdown' Assails Hotchner Book”. The New York Times (영어). 2021년 2월 26일에 원본 문서에서 보존된 문서. 2011년 11월 30일에 확인함.
- Griffin, Peter (1985). Along with Youth: Hemingway, the Early Years (영어). New York: Oxford UP. ISBN 978-0-19-503680-0.
- Hallengren, Anders (2001년 8월 28일). “A Case of Identity: Ernest Hemingway” (영어). The Nobel Foundation. 2011년 11월 30일에 확인함.
- Harrington, Mary (1946년 12월 28일). “They Call Him Papa”. New York Post Week-End Magazine (영어). 다음에서 발췌됨. Bruccoli, Matthew Joseph, 편집. (1986). Conversations with Ernest Hemingway. Literary conversations series (영어). Univ. Press of Mississippi. 42–45쪽. ISBN 0878052739. ISSN 1555-7065.
- Hemingway, Ernest (1929). A Farewell to Arms (영어). New York: Scribner's.
- Hemingway, Ernest (1975). “The Art of the Short Story”.   Benson, Jackson. New Critical Approaches to the Short Stories of Ernest Hemingway (영어). Durham: Duke UP. ISBN 978-0-8223-1067-9.
- Hemingway, Ernest (2013). 《헤밍웨이 단편선(1~2 합본)》. 번역 김욱동. 민음사. ISBN 8937488612.
- Hemingway, Ernest (2013) [1932]. 《오후의 죽음》. 번역 장왕록. 책미래. ISBN 9791185134000.
- Hemingway, Leicester (1996). My Brother, Ernest Hemingway (영어). New York: World Publishing Company. ISBN 978-1-56164-098-0.
- Hoberek, Andrew (2005). Twilight of the Middle Class: Post World War II fiction and White Collar Work (영어). New York: Cambridge UP. ISBN 978-0-691-12145-1.
- Hoffman, Jan (1999년 6월 15일). “A Line of Hemingway Furniture, With a Veneer of Taste”. The New York Times (영어). 2021년 3월 8일에 원본 문서에서 보존된 문서. 2020년 7월 6일에 확인함.
- Holloway, Lynette (1996년 7월 3일). “Margaux Hemingway Is Dead; Model and Actress Was 41”. The New York Times (영어). 2010년 5월 14일에 확인함.
- Hotchner, A. E. (1983). Papa Hemingway: A personal Memoir (영어). New York: Morrow. 280쪽. ISBN 9781504051156.
- Houston, Neal B. (1985). “Hemingway: The Obsession with Henry James, 1924-1954”. Rocky Mountain Review of Language and Literature (영어) 39 (1): 33–46. doi:10.2307/1346761. ISSN 0361-1299.
- Justice, Hilary Kovar (2012). “The Consolation of Critique: Food, Culture, and Civilization in Ernest Hemingway”. The Hemingway review (영어) 32 (1).
- Kert, Bernice (1983). The Hemingway Women (영어). New York: Norton. ISBN 978-0-393-31835-7.
- Koch, Stephen (2005). The Breaking Point: Hemingway, Dos Passos, and the Murder of Jose Robles (영어). New York: Counterpoint. ISBN 978-1-58243-280-9.
- Lockwood, Preston (1915년 3월 21일). “HENRY JAMES'S FIRST INTERVIEW; Noted Critic and Novelist Breaks His Rule of Years to Tell of the Good Work of the American Ambulance Corps.”. The New York Times (영어). ISSN 0362-4331. 2023년 1월 26일에 확인함.
- Long, Ray, 편집. (1932). “Why Editors Go Wrong: 'Fifty Grand' by Ernest Hemingway”. 20 Best Stories in Ray Long's 20 Years as an Editor (영어). New York: Crown Publishers. 1–3쪽.
- Lynn, Kenneth (1987). Hemingway (영어). Cambridge: Harvard UP. ISBN 978-0-674-38732-4.
- McCormick, John (1971). American Literature 1919–1932 (영어). London: Routledge. ISBN 978-0-7100-7052-4.
- Mellow, James (1991). Charmed Circle: Gertrude Stein and Company (영어). Boston: Houghton Mifflin. ISBN 978-0-395-47982-7.
- Mellow, James (1992). Hemingway: A Life Without Consequences (영어). Boston: Houghton Mifflin. ISBN 978-0-395-37777-2.
- Meyers, Jeffrey (1985). Hemingway: A Biography (영어). New York: Macmillan. ISBN 978-0-333-42126-0.
- Miller, Linda Patterson (2006). “From the African Book to Under Kilimanjaro”. The Hemingway Review (영어) 25 (2): 78–81. doi:10.1353/hem.2006.0033. ISSN 0276-3362. S2CID 161156516.
- Müller, Timo (2010). “The Uses of Authenticity: Hemingway and the Literary Field, 1926–1936”. Journal of Modern Literature (영어) 33 (1): 28–42.
- Nagel, James (1996). “Brett and the Other Women in The Sun Also Rises”.   Donaldson, Scott. The Cambridge Companion to Ernest Hemingway (영어). New York: Cambridge UP. ISBN 978-0-521-45574-9.
- Oliver, Charles (1999). Ernest Hemingway A to Z: The Essential Reference to the Life and Work (영어). New York: Checkmark Publishing. ISBN 978-0-8160-3467-3.
- Pizer, Donald (1986). “The Hemingway: Dos Passos Relationship”. Journal of Modern Literature (영어) 13 (1): 111–128.
- Putnam, Thomas (Spring 2006). “Hemingway on War and Its Aftermath”. Prologue (영어) 38 (1). 2011년 11월 30일에 확인함.
- Reynolds, Michael (1989). Hemingway: The Paris Years (영어). New York: Norton. ISBN 978-0-393-31879-1.
- Reynolds, Michael (1998). The Young Hemingway (영어). New York: Norton. ISBN 978-0-393-31776-3.
- Reynolds, Michael (1999). Hemingway: The Final Years (영어). New York: Norton. ISBN 978-0-393-32047-3.
- Reynolds, Michael (2000). “Ernest Hemingway, 1899–1961: A Brief Biography”.   Wagner-Martin, Linda. A Historical Guide to Ernest Hemingway (영어). New York: Oxford UP. ISBN 978-0-19-512152-0.
- Richardson, Hadley. How Hemingway became Papa (영어).  인터뷰어: Alice Hunt Sokoloff. 2016년 4월 18일에 원본 문서 (MP3)에서 보존된 문서. 2023년 2월 11일에 확인함. 다음에 기록됨. Baker, Allie (2010년 6월 28일). “How did Hemingway become Papa?”. The Hemingway Project (영어). 2016년 4월 7일에 원본 문서에서 보존된 문서. 2023년 2월 11일에 확인함.
- Robinson, Daniel (2005). “My True Occupation is That of a Writer:Hemingway's Passport Correspondence”. The Hemingway Review (영어) 24 (2): 87–93.
- Schmadel, Lutz D. (2003). Dictionary of Minor Planet Names (영어). New York: Springer Verlag. ISBN 978-3-540-00238-3.
- Sanderson, Rena (1996). “Hemingway and Gender History”.   Donaldson, Scott. The Cambridge Companion to Ernest Hemingway (영어). New York: Cambridge UP. ISBN 978-0-521-45574-9.
- Scholes, Robert (1990). “New Critical Approaches to the Short Stories of Ernest Hemingway”.   Benson, Jackson J. Decoding Papa: 'A Very Short Story' as Work and Text (영어). Durham, NC: Duke University Press. 33–47쪽. ISBN 978-0-8223-1067-9.
- Smith, Jack (1993년 3월 15일). “Wanted: One Really Good Page of Really Bad Hemingway”. Los Angeles Times (영어). 2011년 8월 11일에 원본 문서에서 보존된 문서. 2010년 3월 7일에 확인함.
- Smith, Paul (1996). “1924: Hemingway's Luggage and the Miraculous Year”.   Donaldson, Scott. The Cambridge Companion to Ernest Hemingway (영어). New York: Cambridge UP. ISBN 978-0-521-45574-9.
- Stoltzfus, Ben (2005). “Sartre, "Nada," and Hemingway's African Stories”. Comparative Literature Studies (영어) 42 (3): 205–228.
- Svoboda, Frederic (2000). “The Great Themes in Hemingway”.   Wagner-Martin, Linda. A Historical Guide to Ernest Hemingway (영어). New York: Oxford UP. ISBN 978-0-19-512152-0.
- “Star style and rules for writing”. The Kansas City Star (영어). 1999년 6월 26일. 2014년 4월 8일에 원본 문서에서 보존된 문서. 2011년 11월 30일에 확인함.
- “The Sun Also Rises”. The New York Times (영어). 1926년 10월 31일. 2011년 11월 30일에 확인함.
- “Coroner Says Death of Actress Was Suicide”. The New York Times (영어). 1996년 8월 21일. 2010년 5월 14일에 확인함.
- Alvarez, Lizette (2012년 12월 22일). “Cats at Hemingway Museum Draw Tourists, and a Legal Battle”. The New York Times (영어). 2020년 10월 4일에 원본 문서에서 보존된 문서. 2020년 10월 4일에 확인함.
- “Ernest Hemingway The Nobel Prize in Literature 1954 Banquet Speech” (영어). The Nobel Foundation. 2009년 10월 10일에 확인함.
- “The Nobel Prize in Literature 1954” (영어). The Nobel Foundation. 2010년 3월 7일에 확인함.
- Thomas, Hugh (2001). The Spanish Civil War (영어). New York: Modern Library. ISBN 978-0-375-75515-6.
- Thomas, Hugh (2012). The Spanish Civil War (영어) 50 Anniversary판. London: Penguin Books. ISBN 978-0-141-01161-5.
- Trodd, Zoe (2007). “Hemingway's Camera Eye: The Problems of Language and an Interwar Politics of Form”. The Hemingway Review (영어) 26 (2): 7–21.
- Trogdon, Robert W. “Forms of Combat: Hemingway, the Critics and Green Hills of Africa”. The Hemingway Review (영어) 15 (2): 1–14.
- Voss, Frederick; Reynolds, Michael S. (1999년 1월 1일). Picturing Hemingway: A Writer in His Time (영어). Yale University Press. ISBN 978-0-300-07926-5.
- Wells, Elizabeth J. (1975). “A Statistical Analysis of the Prose Style of Ernest Hemingway: Big Two-Hearted River”.   Benson, Jackson. The Short Stories of Ernest Hemingway: Critical Essays (영어). Durham NC: Duke UP. ISBN 978-0-8223-0320-6.
- Wilson, Scott (2016). Resting Places: The Burial Sites of More Than 14,000 Famous Persons, 3d ed. (Kindle Edition) (영어). McFarland & Company, Inc. ASIN B01M0TN508.
- Young, Philip (1964). Ernest Hemingway (영어). St. Paul, MN: University of Minnesota Press. ISBN 978-0-8166-0191-2.
- “Planetary Names: Crater, craters: Hemingway on Mercury”. Gazetteer of Planetary Nomenclature (영어). 2020년 7월 31일에 원본 문서에서 보존된 문서. 2023년 2월 1일에 확인함.
- “Hemingway legacy feud 'resolved'”. BBC News (영어). 2003년 10월 3일. 2011년 4월 26일에 확인함.
- “Hemingway”. montblanc.com (영어). 2020년 7월 31일에 원본 문서에서 보존된 문서. 2020년 7월 6일에 확인함.
- “Leadership”. The Hemingway Society (영어). The Hemingway Society. 2021년 4월 18일. 2021년 4월 18일에 원본 문서에서 보존된 문서. 2021년 5월 30일에 확인함. Carl Eby Professor of English Appalachian State University, President (2020–2022); Gail Sinclair Rollins College, Vice President and Society Treasurer (2020–2022); Verna Kale The Pennsylvania State University, Ernest Hemingway Foundation Treasurer (2018–2020);
- “Past Presidents of the Society”. The Hemingway Society (영어). 2021년 4월 18일에 원본 문서에서 보존된 문서. 2021년 5월 30일에 확인함. H.R. Stoneback (Stoney) (SUNY, New Paltz) — 2014–2017;  Joseph M. Flora (University of North Carolina, Chapel Hill) — 2018–2020;
- “The Hemingway Review”. The Hemingway Society (영어). The Hemingway Society. 2021년 4월 18일에 원본 문서에서 보존된 문서. 2021년 5월 30일에 확인함. The Hemingway Review --in its current form—was founded by Charles M. "Tod" Oliver in 1981 to serve as the publication for the newly founded Hemingway Society (1980). However, the Review began initially as Oliver's attempt to revive Hemingway notes which was published by Ken Rosen at Dickinson College and Taylor Alderman at Youngstown State University from 1971 to 1974. Oliver published his version of Hemingway notes from 1979 until the first issue of The Hemingway Review in 1981.
- “2012 Hemingway Foundation PEN Award Winner Announced”. www.jfklibrary.org (영어). 2012년 3월 6일. 2020년 9월 21일에 원본 문서에서 보존된 문서. 2020년 7월 7일에 확인함.
- “Premio Hemingway | 36^ Edizione del Premio Hemingway 19 / 23 GIUGNO 2019 – LIGNANO”. www.premiohemingway.it (영어). 2021년 6월 28일에 원본 문서에서 보존된 문서. 2020년 7월 7일에 확인함.
- “Ernest Hemingway”. Chicago Literary Hall of Fame (영어). 2012. 2020년 7월 31일에 원본 문서에서 보존된 문서. 2017년 10월 8일에 확인함.
- “Where Hemingway's Story Begins” (영어). Ernest Hemingway Foundation of Oak Park. 2023년 2월 8일에 확인함.
- “Finca Vigía Foundation | Preserving Ernest Hemingway's Legacy in Cuba” (영어). 2021년 6월 12일에 원본 문서에서 보존된 문서. 2020년 7월 7일에 확인함.
- “Compleat Angler destroyed by fire” (영어). UPI. 2006년 1월 14일. 2023년 2월 11일에 확인함.
- 김욱동 (2020). 《미국의 단편소설 작가들》. 소나무. ISBN 9788971397046.
- 박경서 (2014). “자연에 말 걸기: 「두 개의 심장을 가진 큰 강」에 나타난 생태학적 치유”. 《현대영어영문학》 (한국현대영어엉문학회) 58 (2): 171–189. ISSN 1738-7620.